# Église Saint-Pierre-Saint-Paul d'Arronville
Pour les articles homonymes, voir Église Saint-Pierre-et-Saint-Paul.
L'église Saint-Pierre-Saint-Paul est une église catholique paroissiale située à Arronville, en France. Elle possède une nef basilicale romane, qui remonte à la fin du XIe siècle ou au début du XIIe siècle, et se distingue par la variété de ses chapiteaux, dont la sculpture est d'une facture archaïque, et représente les motifs d'une façon fortement stylisée. Les arcades latérales de la croisée du transept, en même temps base du clocher, et du chœur remontent à la même époque, mais ont été retouchées, notamment dans le chœur. De la période romane, subsistent également les vestiges des baies du premier étage du clocher, côté sud. Dès le premier quart du XIIIe siècle, plutôt qu'à la fin du même siècle ou au début du XIVe siècle, les bas-côtés, les croisillons du transept et les chapelles latérales du chœur sont entièrement reprises, et voûtés d'ogives. Les voûtes d'ogives de la nef sont du même style gothique, bien qu'on les date seulement du début du XVIe siècle. À la fin du XIIIe ou au début du XIVe siècle, la voûte et le chevet du chœur sont reconstruits dans le style gothique rayonnant, avec un curieux triplet tardif, dont la baie centrale est munie d'un remplage caractéristique de son époque. Pendant ou après la Guerre de Cent Ans et son lot de ravages, le clocher est rebâti dans un style gothique, que l'on ne peut pas qualifier de flamboyant. L'élévation septentrionale est également reprise. La partie la plus remarquable de l'église est la nef. L'extérieur manque de caractère et souffre des multiples remaniements au fil du temps, mais le clocher et le chevet sont néanmoins intéressants. L'église est classée monument historique depuis 1943. Elle est aujourd'hui affiliée à la paroisse de Nesles-la-Vallée, et accueille des messes dominicales plusieurs fois par mois.

## Localisation
L'église est située en Île-de-France, dans le département français du Val-d'Oise et dans le Parc naturel régional du Vexin français, sur la commune d'Arronville, rue de la Mairie / cour des Lys, au nord-est de la mairie. Elle est bâtie un peu en retrait par rapport à la rue, qu'elle domine légèrement, et l'on y accède par une ruelle qui passe à droite de la mairie, et qui conduit au cimetière. Une pelouse au sud de l'église permet de la contempler avec quelque recul. Le monument aux morts de la commune se situe devant la façade du bas-côté sud. Il faut entrer au cimetière pour rejoindre le portail de l'église. En effet, le cimetière borde l'église à l'ouest et au nord. Ses élévations sont donc bien dégagées d'autres constructions, sauf au chevet, où le mur du cimetière se rapproche de l'édifice, et où une maison particulière est directement contigüe à ce mur. Un étroit passage permet néanmoins d'apercevoir les fenêtres du chevet.

## Historique

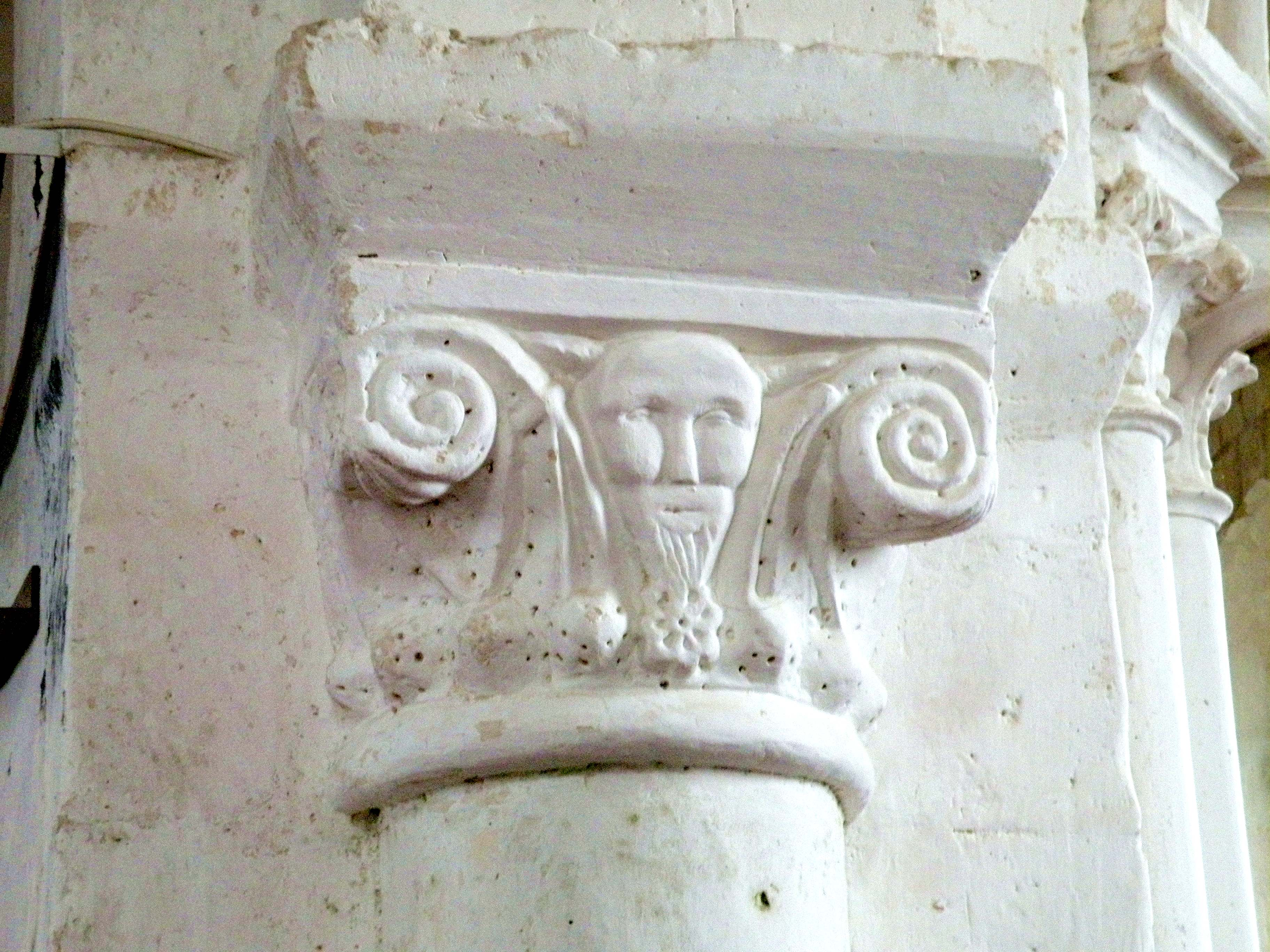
Chapiteau roman de la nef.

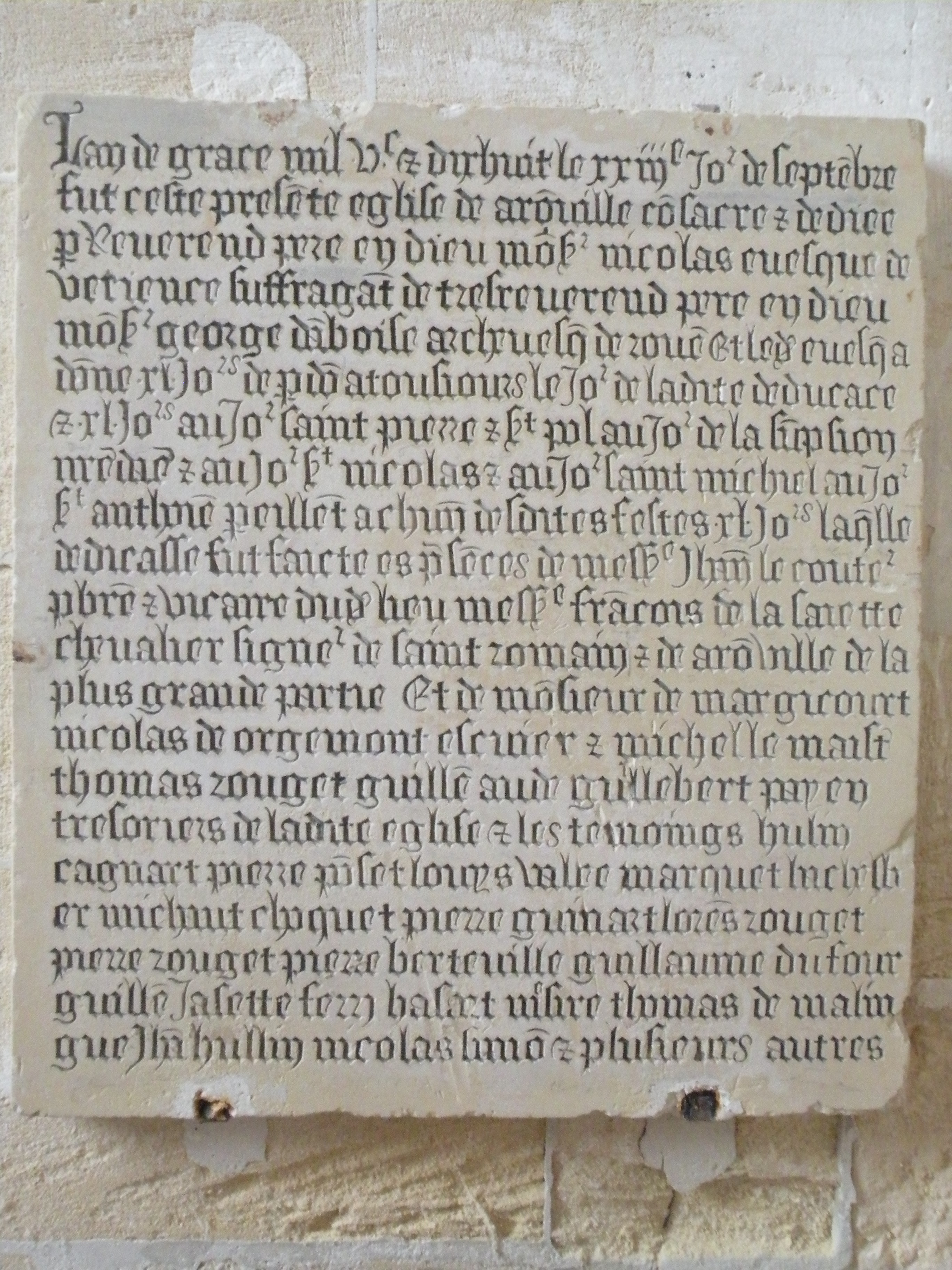
Plaque commémorative de la consécration en 1518.

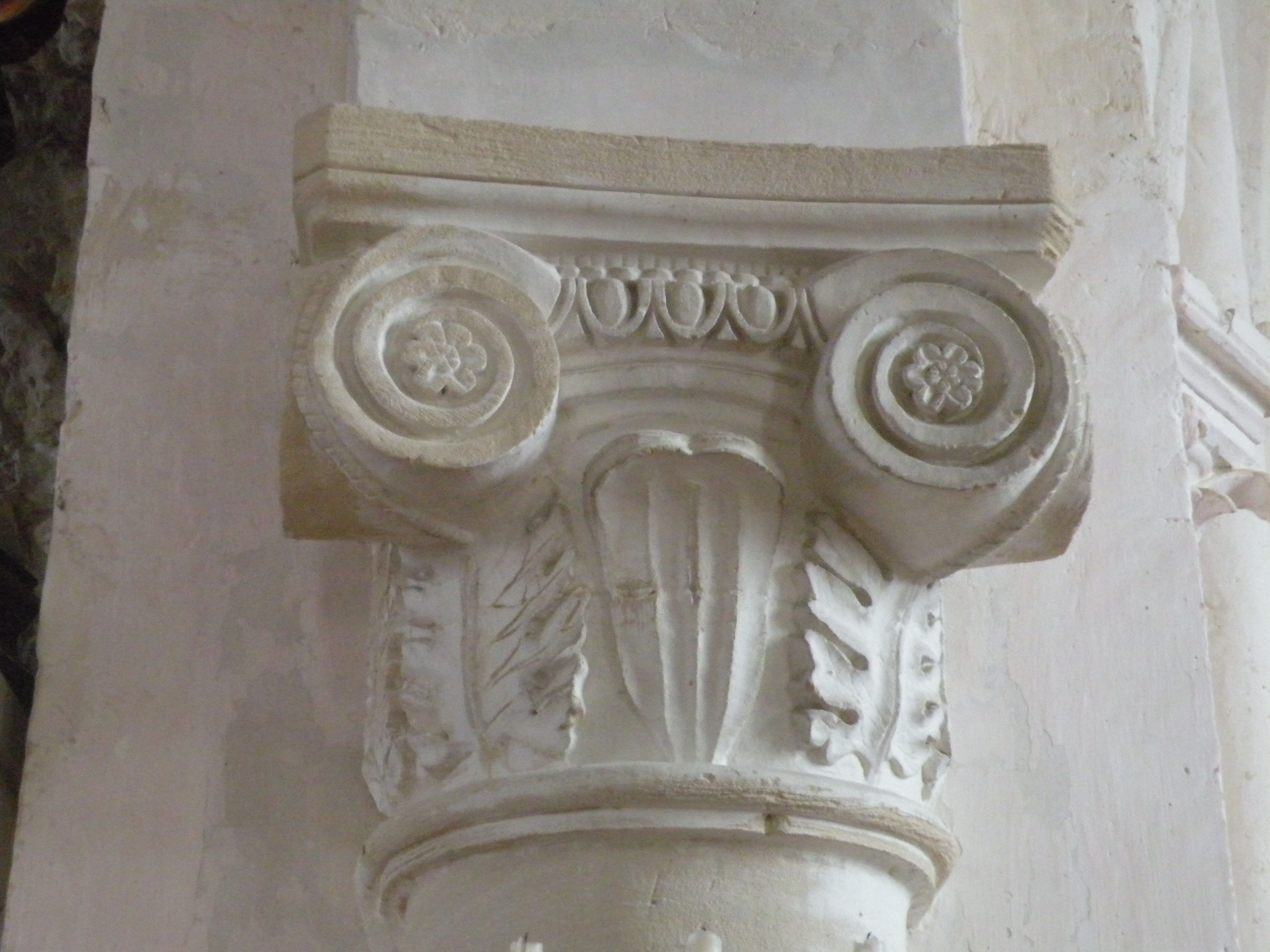
Chapiteau Renaissance
de la nef.

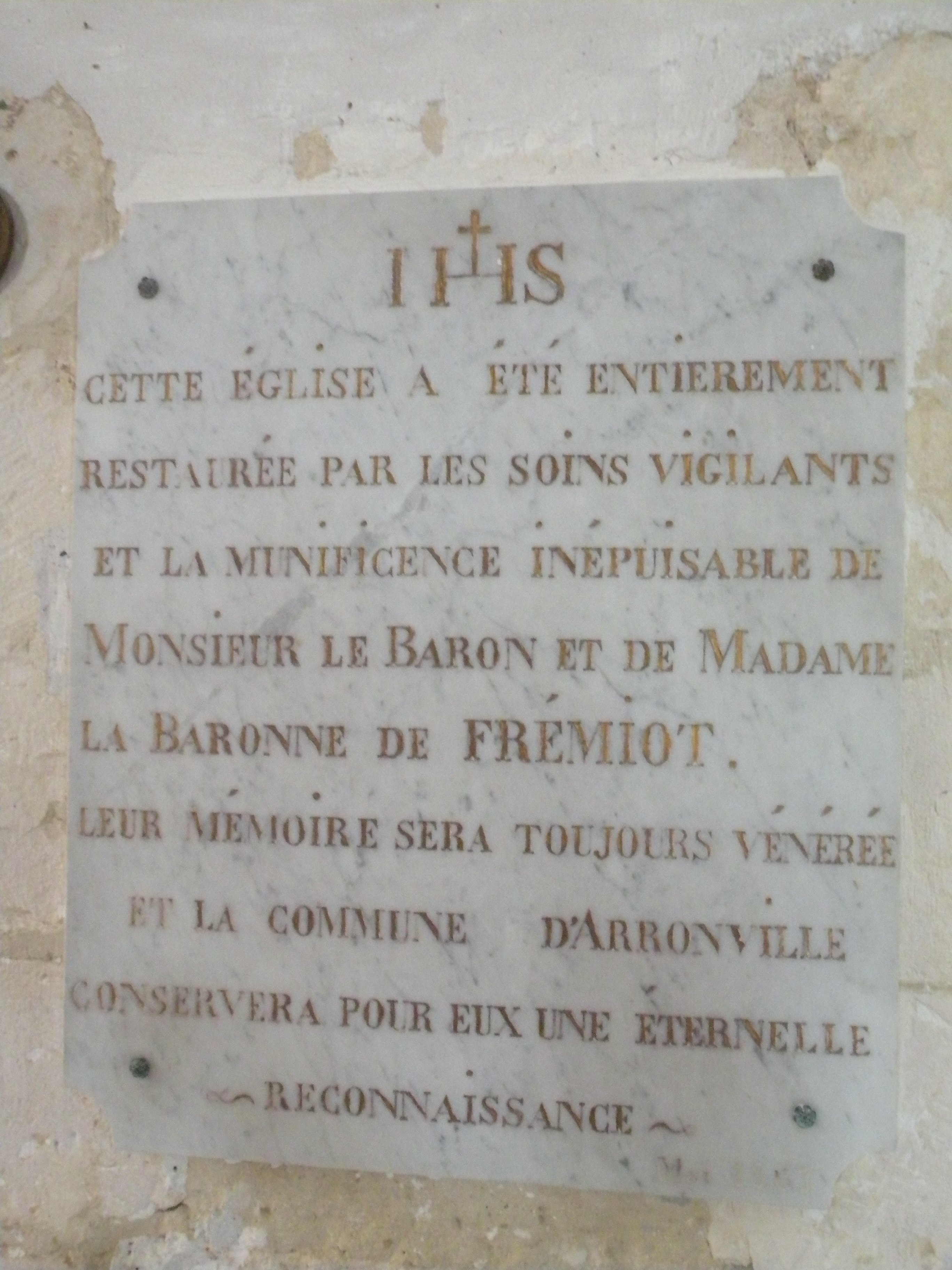
Plaque commémorative d'une restauration au XIXe siècle.

La date de fondation de la paroisse n'est pas connue avec certitude. L'abbé Vital Jean Gautier la situe en 1160. L'église est dédiée aux saints Pierre et Paul. Sous l'Ancien Régime, Arronville relève du doyenné de Chaumont-en-Vexin, de l'archidiaconé du Vexin français et de l'archidiocèse de Rouen. Le collateur de la cure est l'abbé de l'abbaye Saint-Martin de Pontoise. L'église actuelle est édifiée à partir de la fin du XIe siècle ou du début XIIe siècle. La nef subsiste de cette époque, ainsi que des vestiges de la base du clocher central, qui a toutefois perdu son caractère initial lors de sa reconstruction au début du XVIe siècle. Au début du XIIIe siècle, les bas-côtés sont refaits, prolongés jusqu'au niveau du chevet du vaisseau central, et voûtés d'ogives. Plus tard, à la fin du XIIIe siècle ou au début du XIVe siècle, le chœur primitif est remplacé par le chœur gothique actuel (du fait d'une analyse superficielle, Bernard Duhamel rattache le voûtement des bas-côtés, la reconstruction des croisillons et la construction des chapelles latérales du chœur à la même campagne). Le clocher est peut-être endommagé pendant la guerre de Cent Ans ; toujours est-il qu'il est entièrement reconstruit au-delà de sa base pendant une époque comprise entre le XIVe siècle et le début du XVIe siècle au plus tard. Selon Bernard Duhamel, sa base ancienne est renforcée dans le contexte de cette reconstruction. L'on observe également des points communs avec les contreforts et larmiers de l'élévation septentrionale. Toujours selon Bernard Duhamel, la nef est voûtée d'ogives à la même époque. Une plaque commémorative toujours visible dans l'église fait état de la consécration solennelle, célébrée le 23 septembre 1518. Pour des motifs qui restent à déterminer, et à une époque inconnue, les chapiteaux à la fin des grandes arcades sont refaits dans un ordre composite évoquant la Renaissance, et la fenêtre occidentale de la nef et les fenêtres aux deux extrémités des deux bas-côtés sont réduites à de petits oculi.
Jusqu'en 1792, les seigneurs de Balincourt sont inhumés dans l'église. La Révolution française apporte la rédéfinition des diocèses, qui correspondent désormais au territoire d'un département. Le diocèse de Versailles est érigé pour le territoire du département de Seine-et-Oise. En 1858, une nécropole mérovingienne est mise au jour en dessous de l'église. Selon une plaque commémorative de marbre, l'église est restaurée au cours du XIXe siècle. On y lit l'inscription suivante : « IHS CETTE EGLISE A ETE ENTIEREMENT RESTAURÉE PAR LES SOINS VIGILANTS ET LA MUNIFICENCE INÉPUISABLE DE MONSIEUR LE BARON ET DE MADAME LA BARONNE DE FRÉMIOT. LEUR MÉMOIRE SERA TOUJOURS VÉNÉRÉE ET LA COMMUNE D'ARRONVILLE CONSERVERA POUR EUX UNE ÉTERNELLE RECONNAISSANCE ». L'emploi du terme commune situe la restauration après la Révolution française, tandis que l'emploi des titres baron et baronne donne à penser qu'elle est antérieure à la IIIe République. Les modifications signalées ci-dessus pourraient résulter de cette campagne de restauration. L'église est classée aux monuments historiques par décret du 18 janvier 1943. Sous la Seconde Guerre mondiale, les vitraux sont emportés par le souffle des bombes. En 1966, le nouveau diocèse de Pontoise est créé pour les paroisses comprises dans le nouveau département du Val-d'Oise. Arronville en fait désormais partie. Ce n'est à présent plus une paroisse indépendante, et elle est affiliée à la paroisse de Nesles-la-Vallée. Elle regroupe un total de huit villages, les autres étant Frouville, Hédouville, Labbeville, Menouville, Vallangoujard et Valmondois. Les messes dominicales sont célébrées à Arronville plusieurs fois par mois.

## Description

### Aperçu général

Plan de l'église.

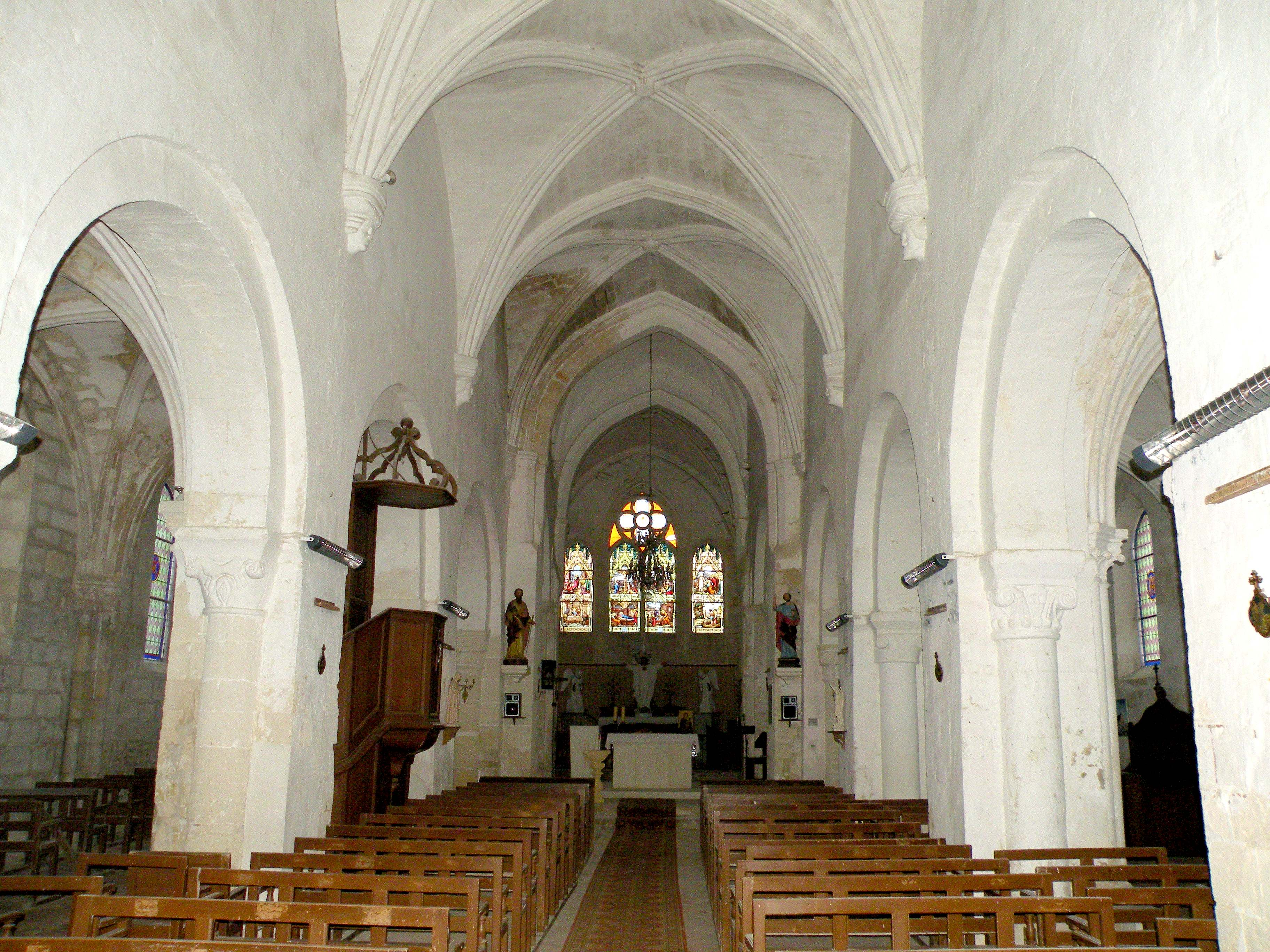
Vue intérieure générale.

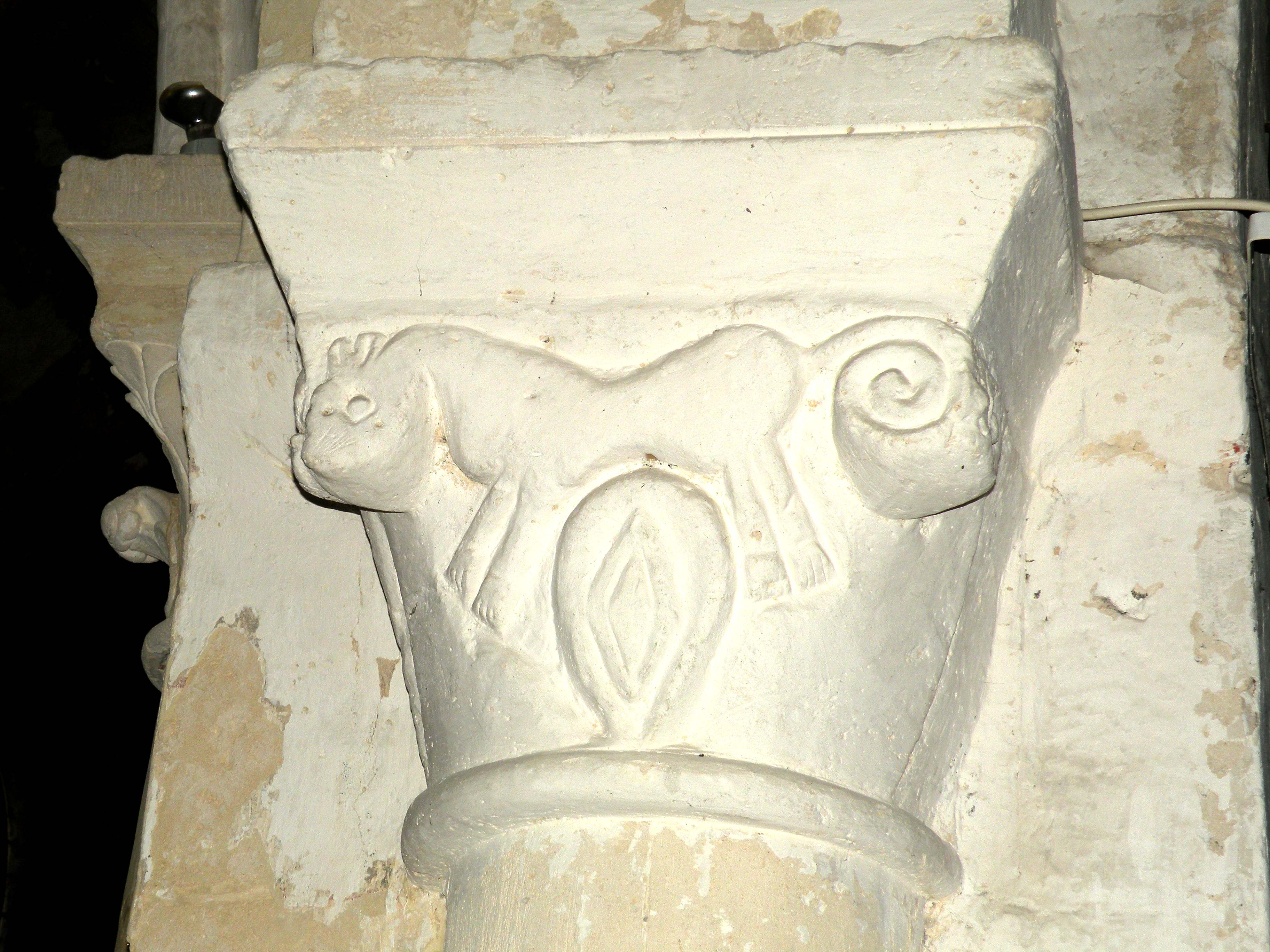
Chapiteau roman.

À peu près régulièrement orientée, avec une légère déviation de l'axe vers le nord-est du côté du chevet, l'église répond à un plan cruciforme, qui s'inscrit dans un rectangle. L'on distingue deux complexes bien différents, séparés par une rupture dans la hauteur des toitures et un pignon intermédiaire : à l'ouest, la nef de quatre travées accompagnée de ses deux bas-côtés, munis de toits en appentis prenant appui contre les murs de la nef, sans laisser la place à des fenêtres latérales ; et à l'est, le transept ne faisant qu'un avec le chœur carré au chevet plat et ses chapelles latérales, couverts ensemble par une toiture unique. Le clocher central s'élève au-dessus de la croisée du transept. Toutes les travées sont voûtées d'ogives. L'accès se fait uniquement par le portail occidental de la nef.

### Intérieur

#### Nef
La nef est assez spacieuse, mais très sombre, car le jour ne peut entrer directement que par un petit oculus dans la façade. En plus, la première fenêtre latérale des deux bas-côtés est bouchée, et le mur occidental des bas-côtés ne dispose également que d'un petit oculus. Les élévations latérales comportent deux niveaux, à savoir l'étage des grandes arcades et un étage de murs hauts, et subsistent de la période romane. Bien qu'appareillés soigneusement en pierre de taille, les murs sont badigeonnés de blanc. Par endroits, les traces d'un ancien décor en faux-appareil dessiné à l'ocre rouge reviennent à la surface : curieusement, les lignes ne correspondent pas toujours aux joints réels. Au-dessus des sommets des grandes arcades, les contours des fenêtres en plein cintre bouchées au moment du voûtement des bas-côtés sont difficilement identifiables.
Les grandes arcades sont en plein cintre, et à double rouleau. Elles ne sont ni moulurées, ni même chanfreinées, ce qui indique leur ancienneté. Le rang de claveaux supérieur retombe directement sur les piliers carrés. Le rang de claveaux inférieur est reçu sur les tailloirs sommairement moulurés des chapiteaux archaïques, qui reposent sur des demi-colonnes engagées dans les piliers. Ces caractéristiques justifient le rapprochement avec la nef de Cormeilles-en-Vexin, dont la sculpture des chapiteaux est néanmoins plus aboutie. La nef ressemble également à ses homologues d'Arthies, Berneuil-sur-Aisne, Oulchy-le-Château et Villers-Saint-Paul, cette dernière étant plus récente. Les tailloirs sont loin d'adoper tous le même profil. Ils se composent, du haut vers le bas, d'un ou deux plates-bandes ou d'un boudin, et d'un biseau ou de deux gorges, par exemple. La plate-bande est parfois gravée d'une succession de losanges. Les chapiteaux sont tous différents, et représentent, de manière très simplifiée, des végétaux variés, des têtes humaines et des animaux. Sur les corbeilles, l'on observe par exemple un cheval dont la queue forme une volute d'angle, des feuilles striées, ou des feuilles d'angle stylisées aux extrémités enroulées en volutes, qui encadrent une feuille appliquée, une tête de diable barbu, ou une rouelle, qui rappelle un motif fréquent sur les stèles funéraires mérovingiennes. Bernard Duhamel souligne la facture primitive et rustique de la sculpture, et qualifie les chapiteaux d'absolument remarquables.
Comme d'autres nefs romanes ; Cormeilles-en-Vexin au début du XIIIe siècle, Arthies au XVIe siècle, et Morienval au XVIIe siècle ; la nef d'Arronville a été voûtée d'ogives après coup. Les piliers n'étant pas munis d'impostes sur leur face frontale, le maître d'œuvre chargé de cette opération au début du XVIe siècle n'a pas pu faire retomber les supports des nervures des voûtes sur les piliers ; de toute façon, l'architecture flamboyante en vigueur à l'époque favorise des nervures pénétrantes se fondant directement dans les piliers. Le parti retenu est donc la réception sur des culs-de-lampe engagés dans les murs. Leurs tailloirs moulurés au plan d'un demi-octogone reposent sur des têtes humaines. Les ogives et arc-doubleaux sont au profil de deux tores séparés par une gorge, ce qui est le profil des voûtes des bas-côtés, et soulève la question sur quels éléments repose la datation proposée par Bernard Duhamel. Un profil comparable apparaît déjà avant 1160 dans le collatéral sud du chœur de la collégiale Notre-Dame-du-Fort d'Étampes. Vraisemblablement, ce sont uniquement les clés de voûte ornées d'écus et d'autres motifs.

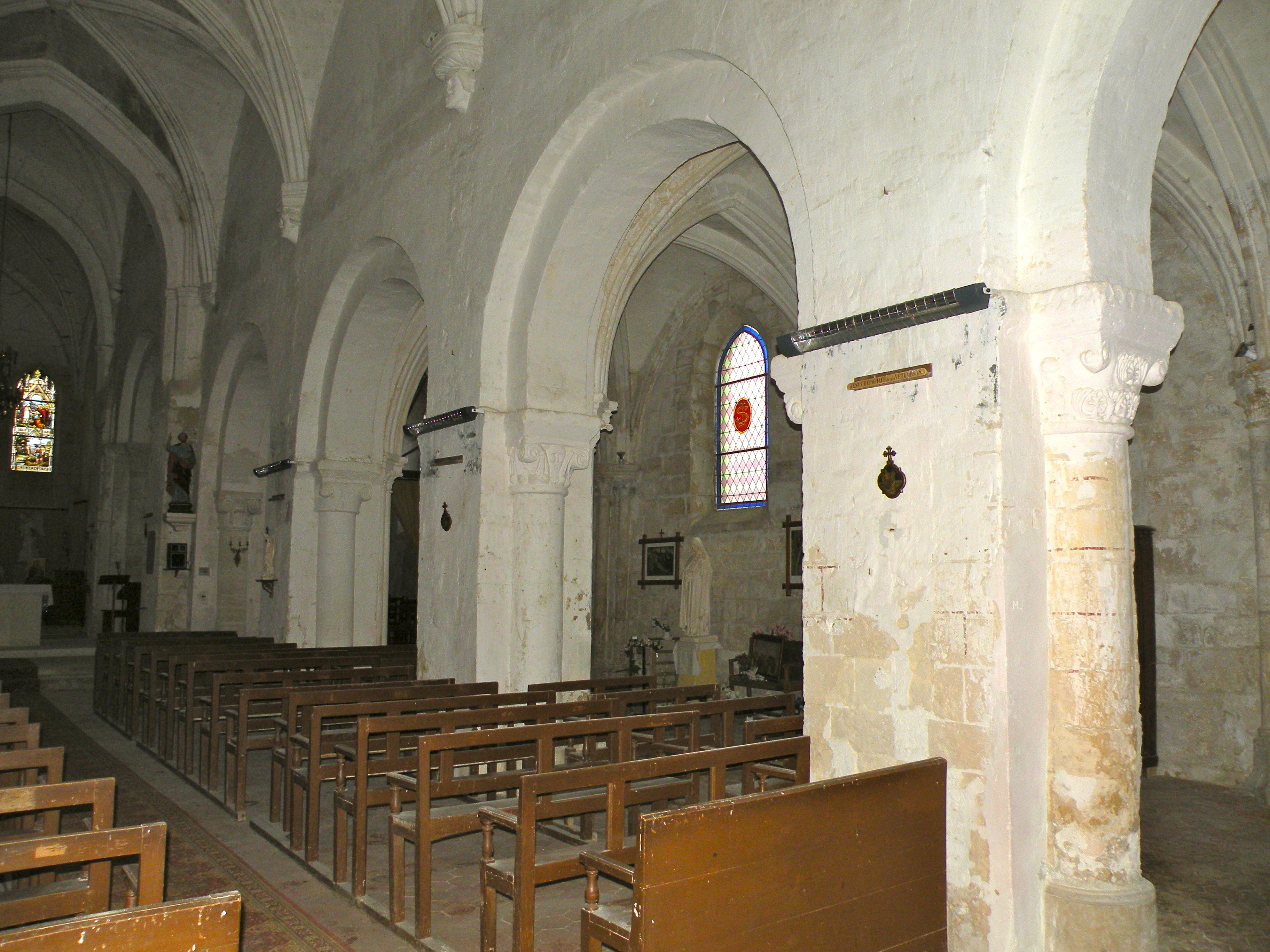
Élévation sud.
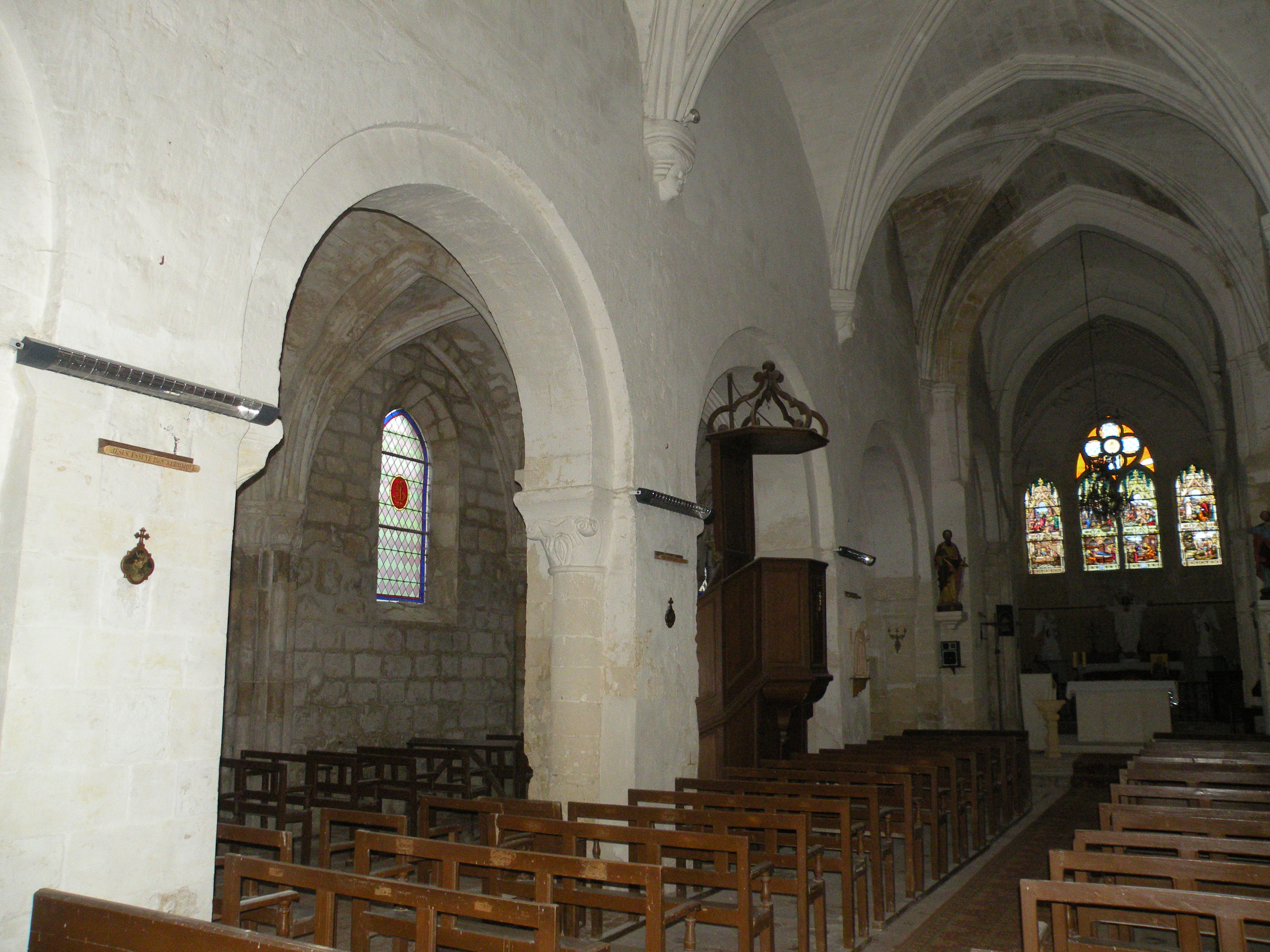
Élévation nord.
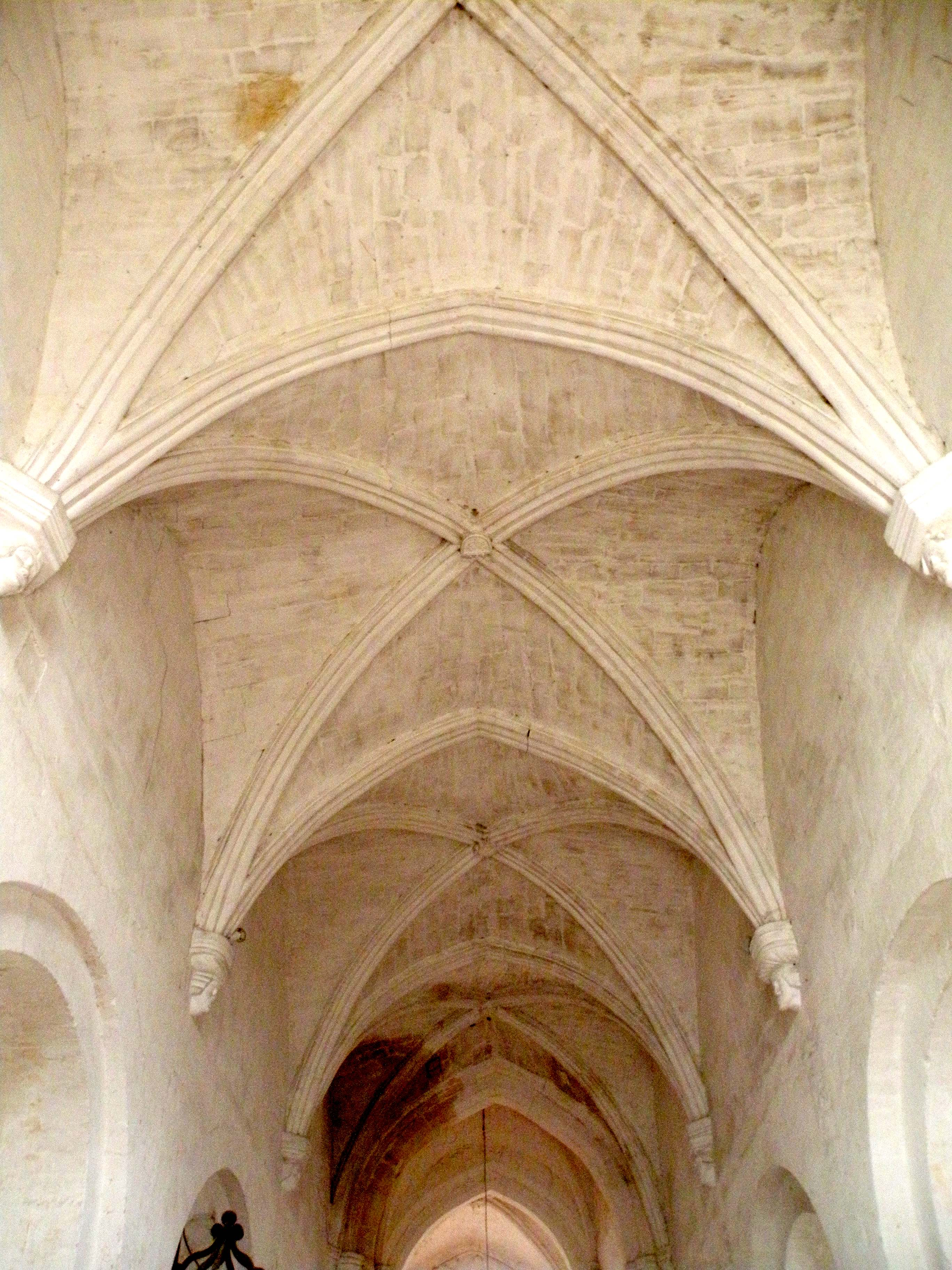
Voûtes de la nef.
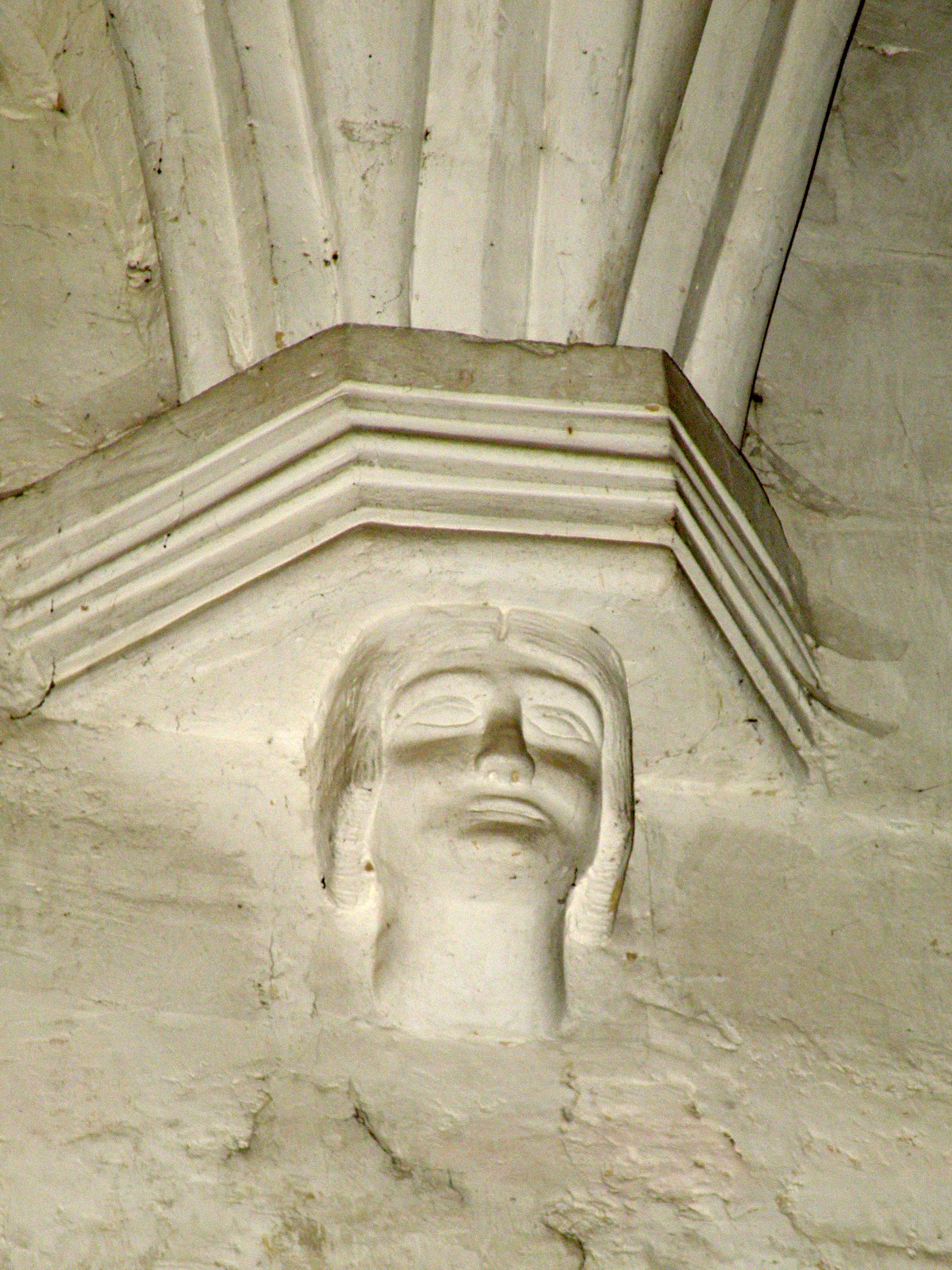
Cul-de-lampe.
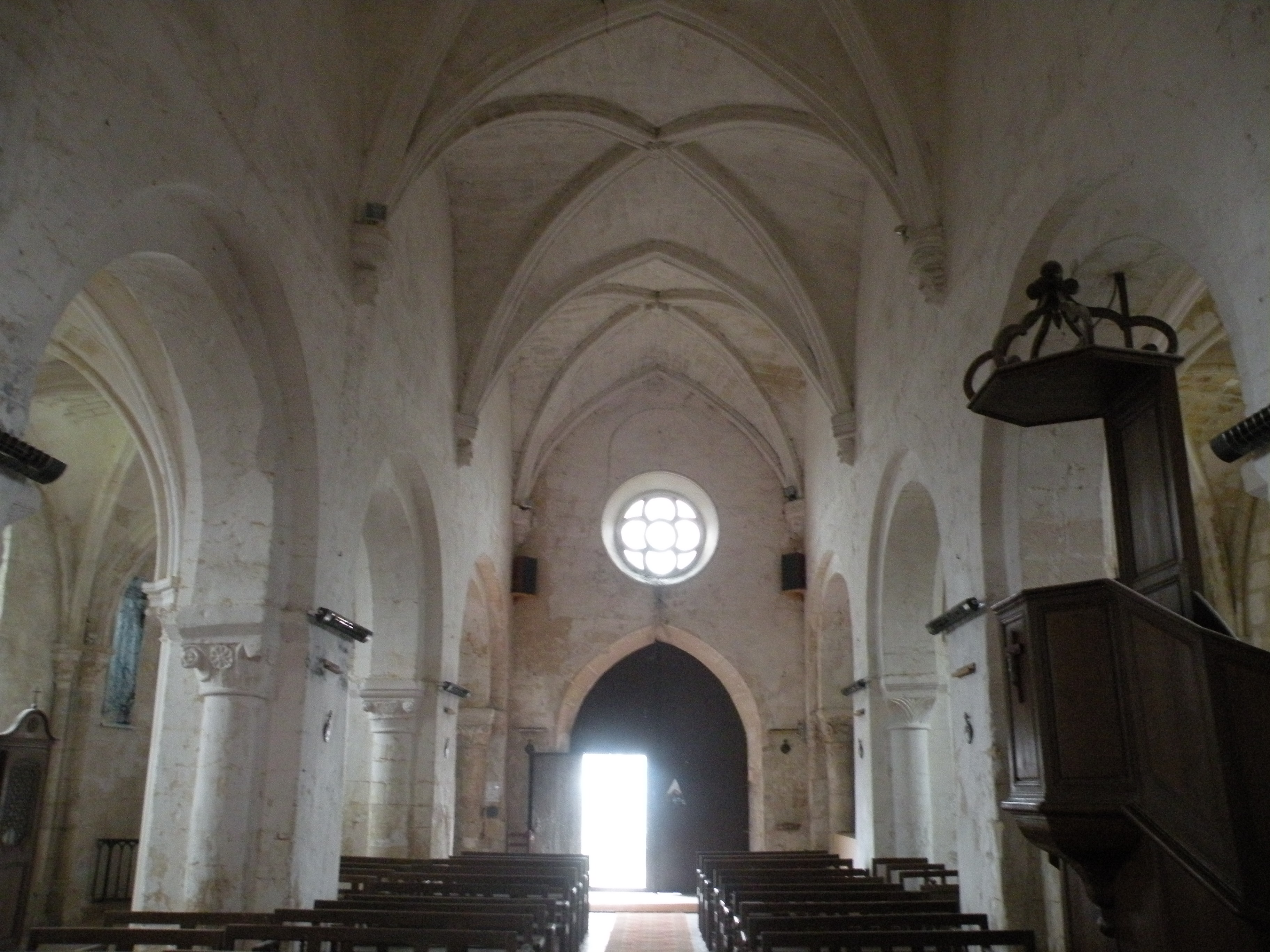
Vue vers l'ouest.
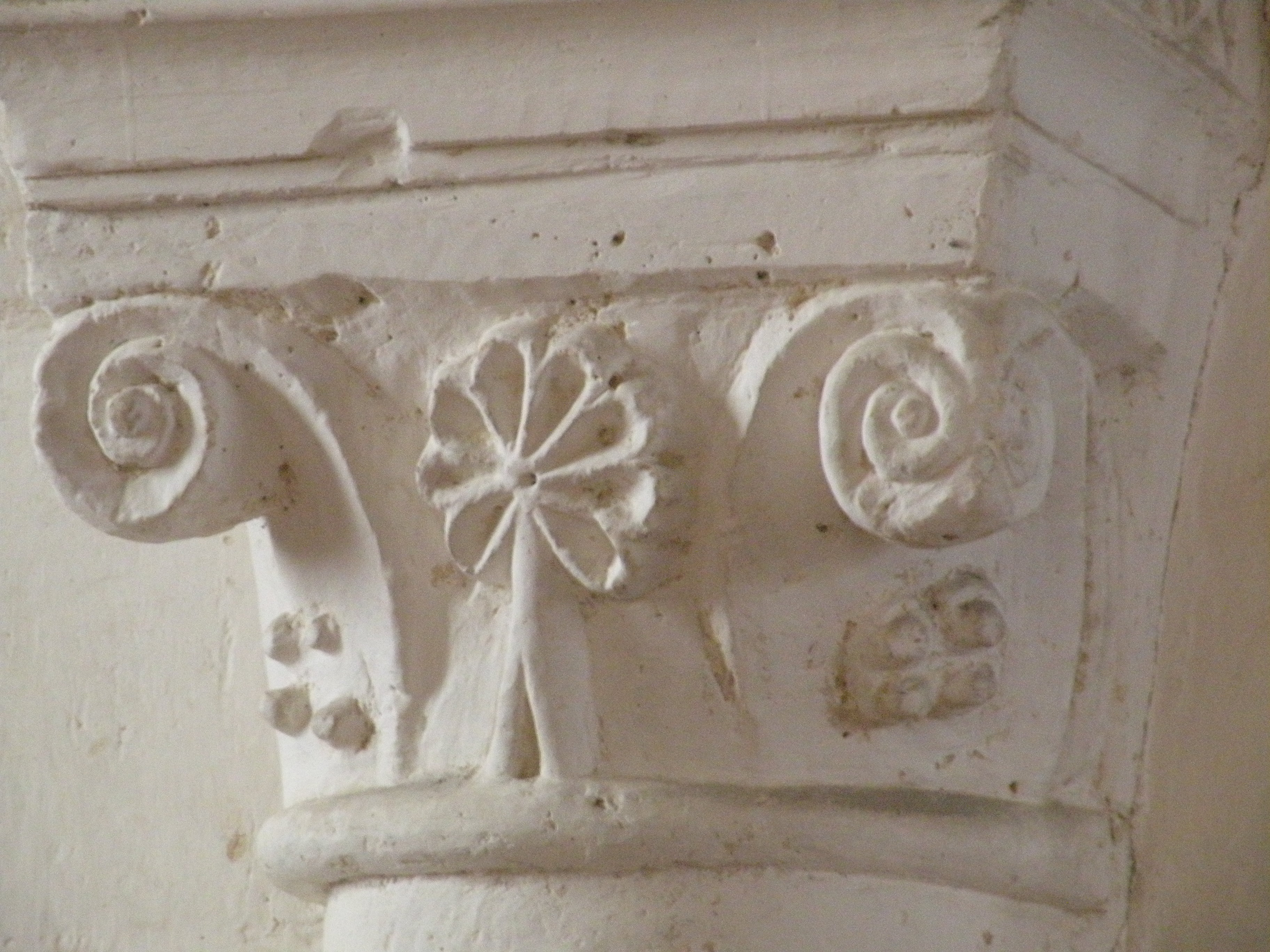
Chapiteau roman.

#### Bas-côtés

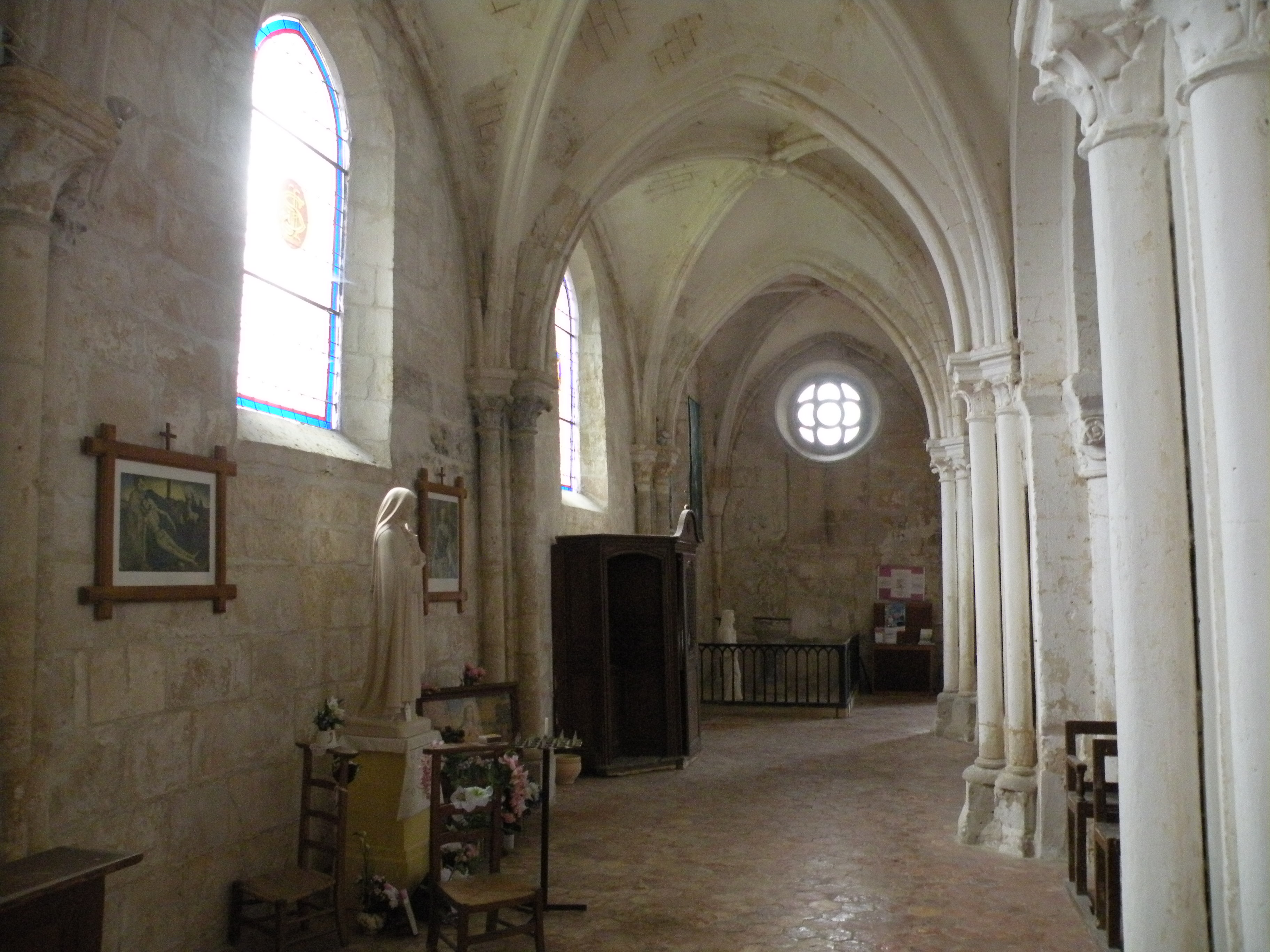
Bas-côté sud, vue vers l'ouest.

Abstraction faite des grandes arcades de la nef, les bas-côtés ne comportent aucun élément d'architecture romane. Les fenêtres ont été repercées à la période gothique, et sont des lancettes simples, sans remplage ni mouluration. Les fenêtres bouchées de la première travée du nord et du sud sont plus étroites que celles actuellement ouvertes, qui ont donc été agrandies une seconde fois, plus tardivement. Dans le mur occidental, les fenêtres bouchées ont été remplacées par des oculi, qui ont leurs homologues au chevet. Le voûtement a dû commencer dans le bas-côté nord, où des colonnes uniques ont été plaquées contre les piliers romans. Puis, des faisceaux de trois colonnettes ont été appliquées contre les murs gouttereaux, et des colonnettes uniques logées dans les angles. Les ogives sont au profil de deux tores, et les doubleaux se composent d'un large filet entre deux tores. Les formerets monotoriques se partagent les tailloirs avec les ogives. Ces tailloirs sont plantés obliquement, afin de faire face aux ogives. Les chapiteaux sont sculptés de crochets et de feuilles polylobées appliquées, et correspondent à la première période gothique. Pas toutes les clés de voûte sont décorées : les ogives s'y croisent simplement ; sinon, on y voit une petite rosace ou un médaillon d'une facture simple, dont le diamètre ne dépasse pas celui des ogives. Les bases consistent d'un petit et d'un grand tore aplatis. Elles sont dépourvues de griffes. Les socles sont cubiques, et placés de la même façon que les tailloirs. Dans le bas-côté sud, les voûtes retombent sur des faisceaux de trois colonnettes de chaque côté. L'on note que les fûts des colonnettes du côté de la nef sont en délit.

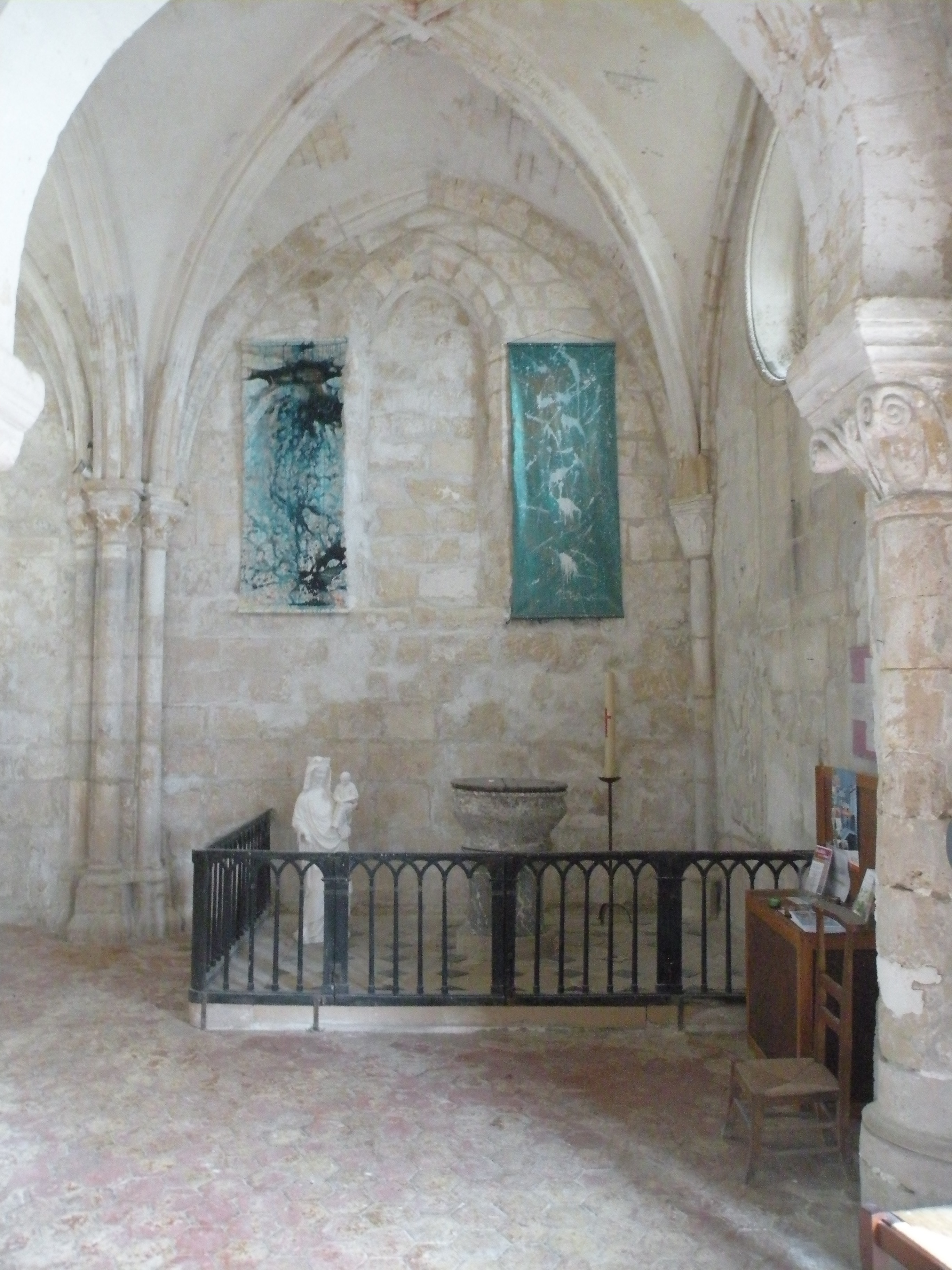
Bas-côté nord, 1re travée.
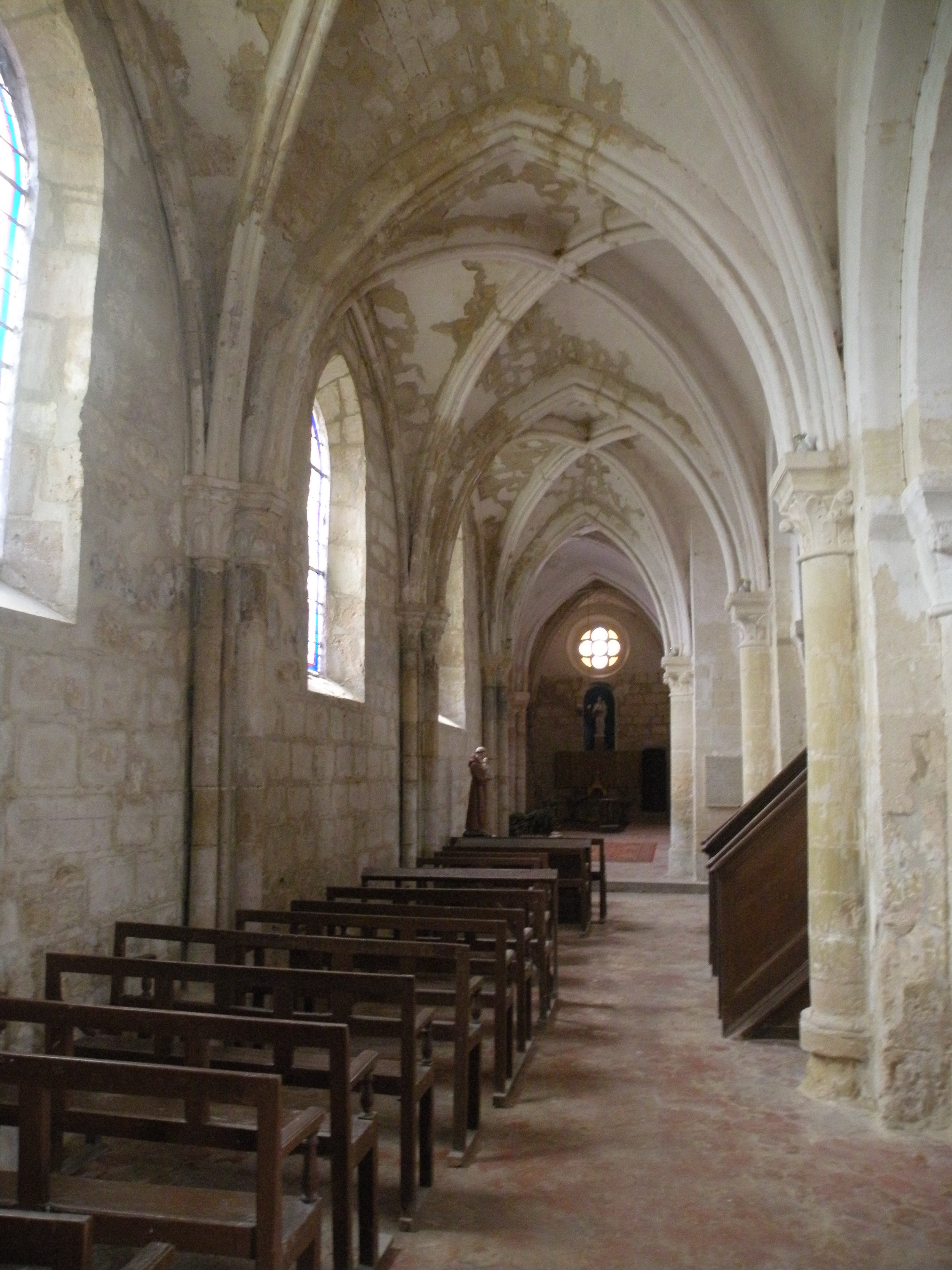
Bas-côté nord, vue vers l'est.
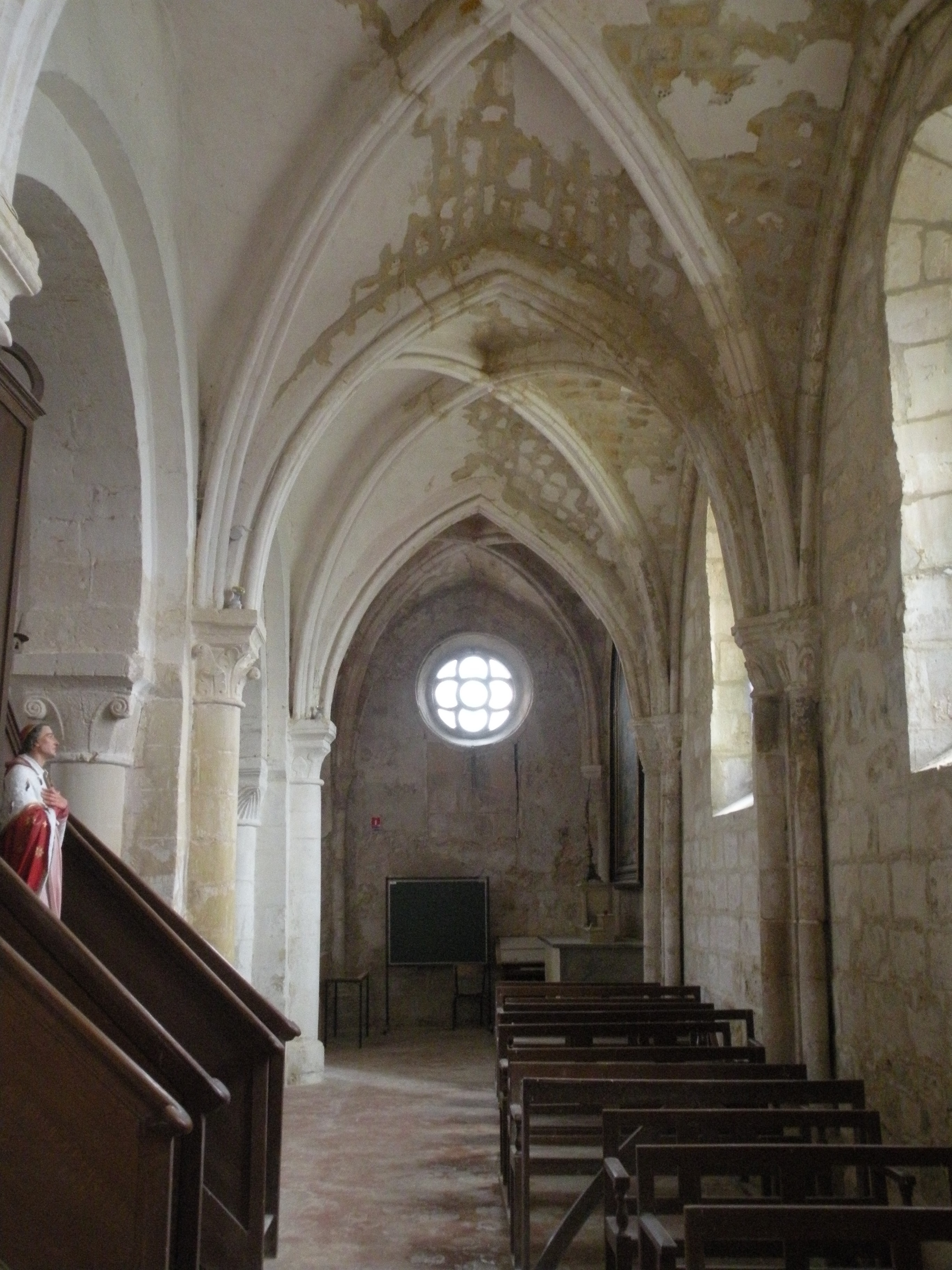
Bas-côté nord, vue vers l'ouest.
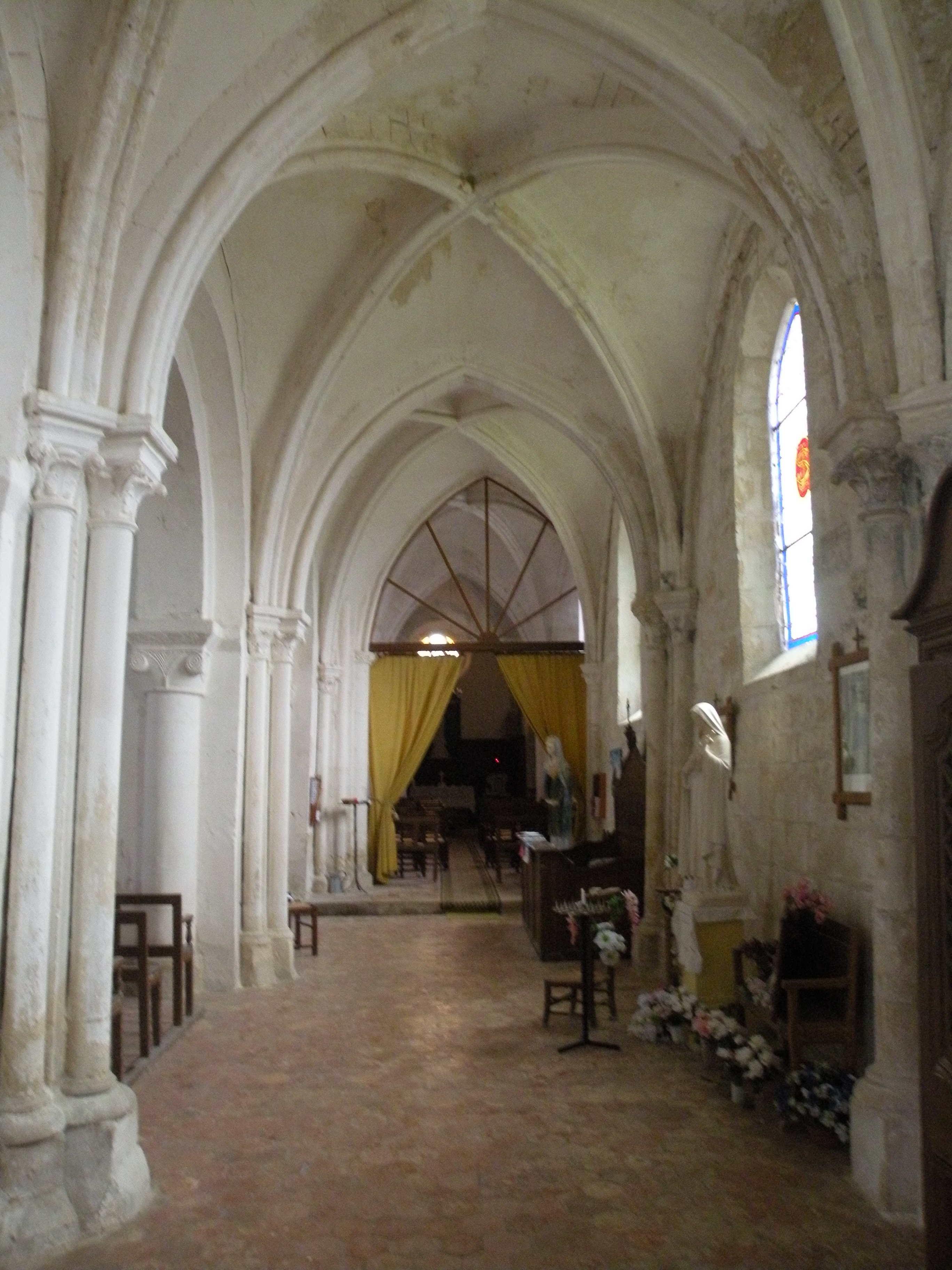
Bas-côté sud, vue vers l'est.
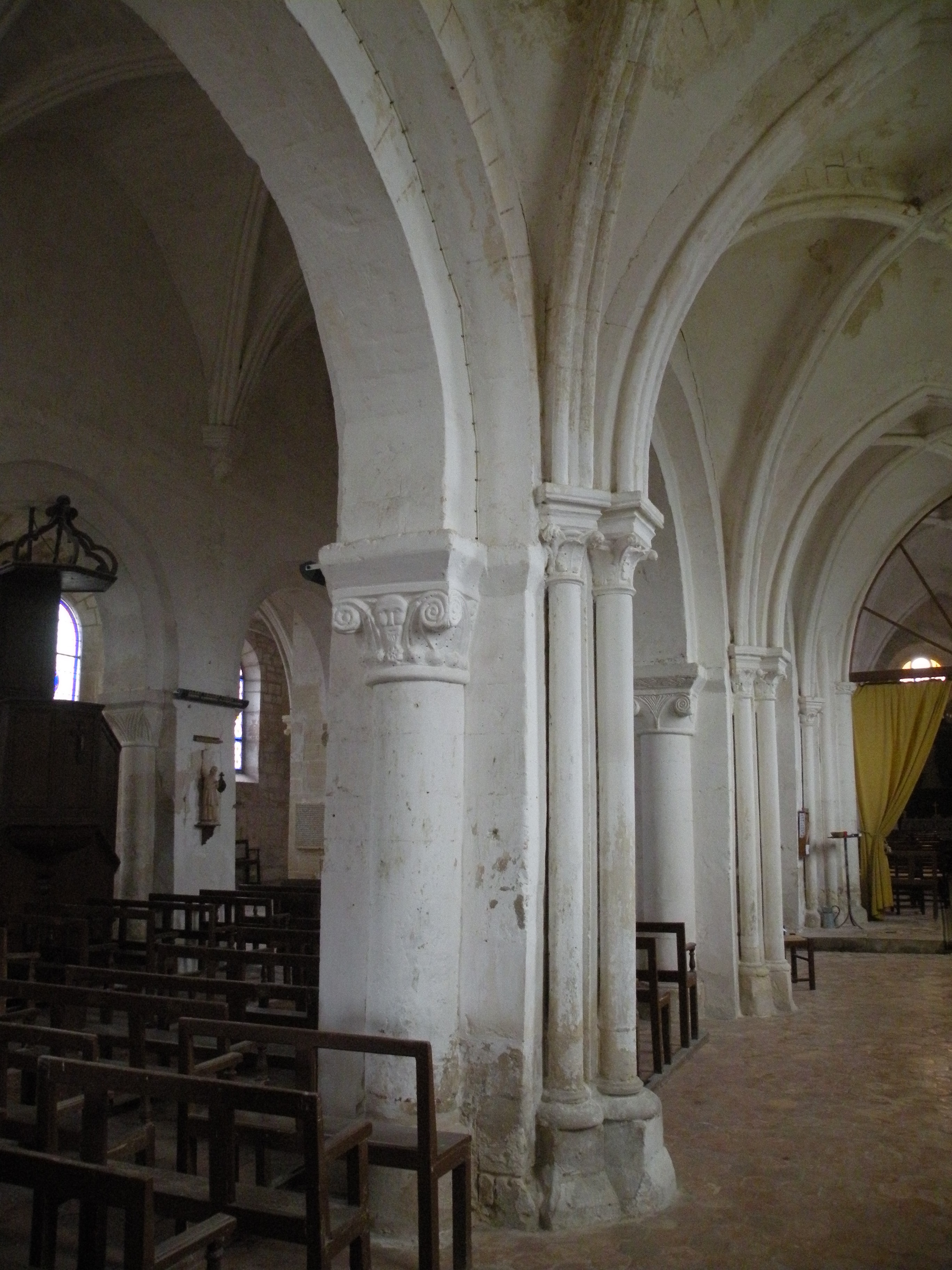
Bas-côté sud, supports côté nord.
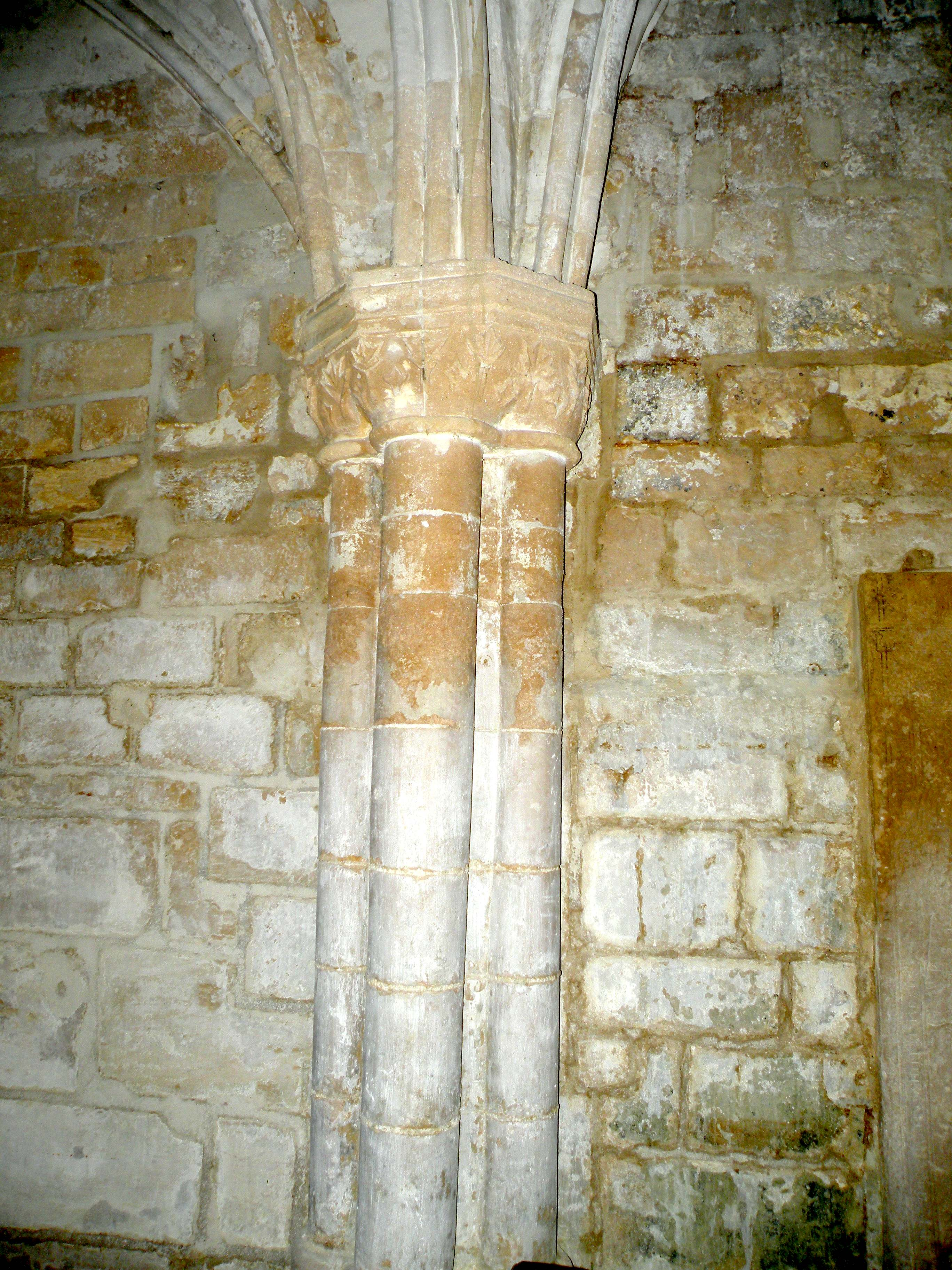
Bas-côté, faisceau de colonnettes.

#### Transept

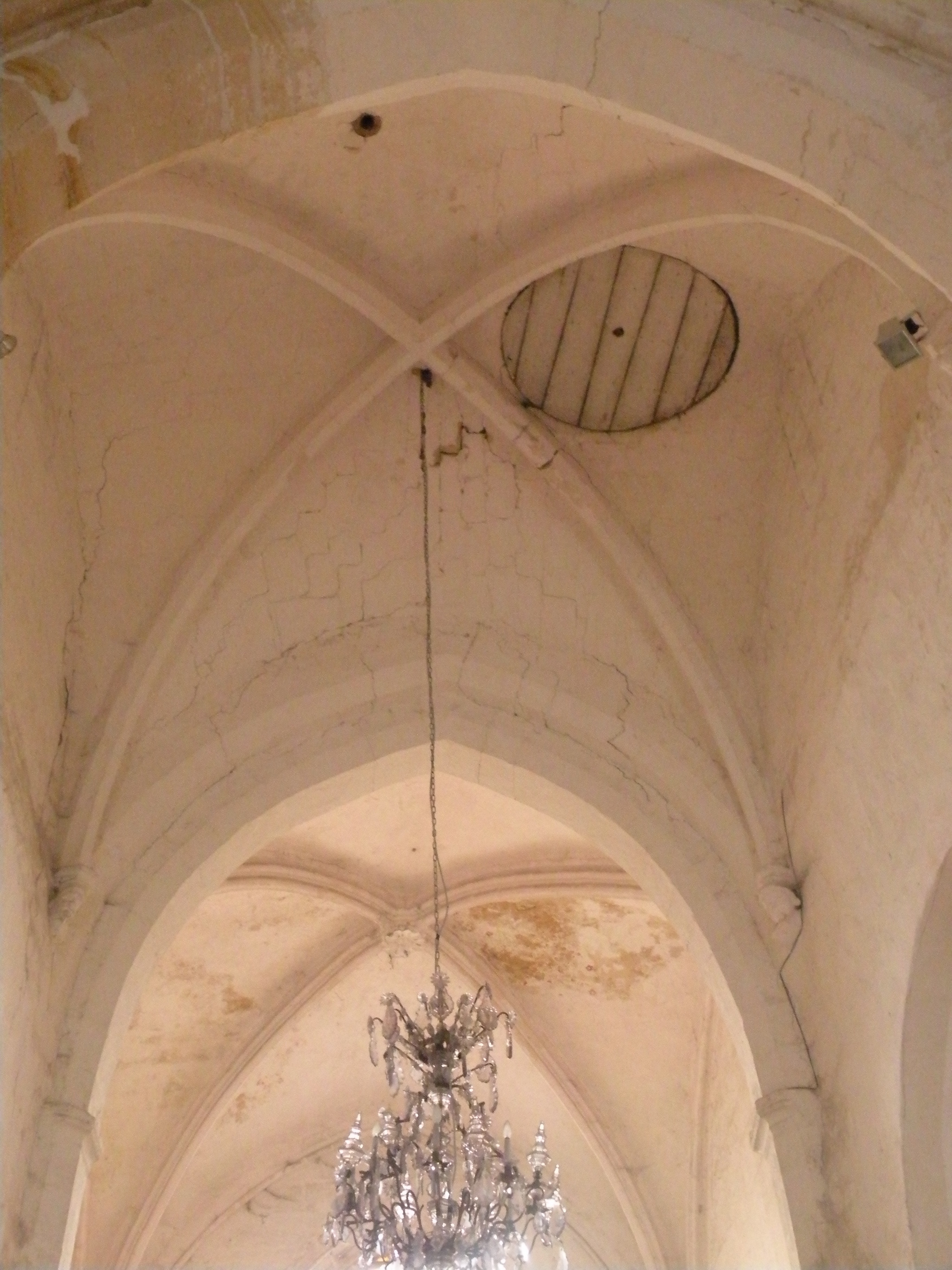
Voûte sous le clocher.

La croisée du transept est délimitée des voûtes adjacentes de la nef et du chœur par des doubleaux à double rouleau chanfreiné. Le rouleau supérieur se fonde dans les murs ; le rouleau inférieur retombe sur des pilastres du même profil, qui sont interceptés par des tailloirs moulurés, et butent plus bas sur la partie saillante de fortes piles cruciformes de la période romane. La transition des pilastres vers les piles s'opère sans aucune régularité, et des anfractuosités et arrachements sont visibles sur les murs, ce qui donne à penser que les pilastres ont été taillés dans les piles romanes. Dans les angles, les ogives de la voûte, qui présentent un méplat entre deux gorges, retombent sur les tailloirs polygonaux de petits culs-de-lampe sculptés de têtes humaines, comme déjà au milieu du XIIIe siècle dans le croisillon nord de Rocquemont (Oise). Cette disposition rappelle la nef, mais les têtes humaines y sont plus grandes. La clé de voûte n'est pas décorée. Contrairement à l'usage depuis la période flamboyante, le centre de la voûte n'est pas percé d'un trou pour la remontée des cloches, mais un trou de cloches est tout au contraire ménagé dans le voûtain méridional. En bas, des fines colonnettes à chapiteaux sont logées dans les angles. Elles sont fortement dégradées, et il n'est plus possible de savoir ce qu'elles supportaient initialement. Les grandes arcades latérales sont à double rouleau du côté de la base du clocher, et à simple rouleau vers les croisillons. Elles reposent sur deux colonnes engagées de chaque côté, qui sont placées à une certaine distance les unes des autres. Ces colonnes, ainsi que leurs chapiteaux et tailloirs, sont analogues aux grandes arcades de la nef, mais pour Bernard Duhamel, celles qui sont placées vers les croisillons y ont été placées pour le renforcement de la base du clocher au début du XVIe siècle. Il s'agirait donc d'un réemploi. Quant aux croisillons, ils sont parfaitement assimilés aux bas-côtés de la nef, mais un peu plus larges, notamment au nord. Des demi-colonnes sont adossées aux piles occidentales du clocher, conformément à une disposition qui règne dans tout le bas-côté nord. En somme, le style gothique flamboyant ne s'exprime nulle part dans le transept, et il n'est pas non plus manifeste que la base du clocher ait réellement été renforcée au moment de la reconstruction du clocher. Le remaniement de la base du clocher peut tout aussi bien remonter au milieu du XIIIe siècle.

#### Chœur et chapelles latérales

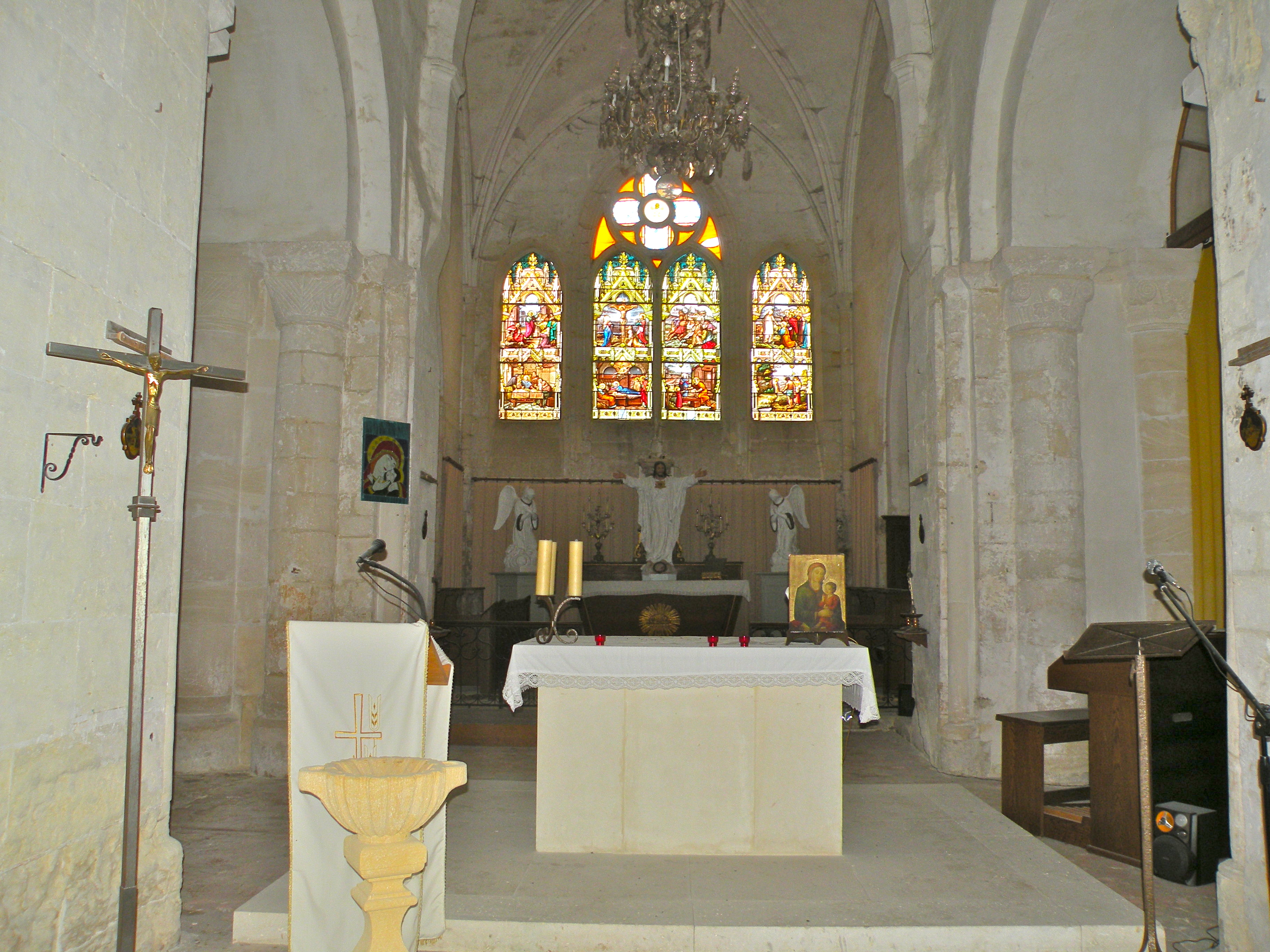
Croisée du transept, vue vers l'est dans le chœur.

La travée centrale du chœur est plus profonde que les autres travées du vaisseau central, et approximativement carrée. Cependant, les grandes arcades ont la même ouverture qu'ailleurs, ce qui fait que le fond du sanctuaire ne communique pas avec les chapelles latérales. Les arcades sont à double rouleau, sauf vers les chapelles, où elles sont à simple rouleau. Les supports ont été coupés pour la pose du lambris de demi-revêtement. La voûte possède des ogives au profil d'un fin tore entre deux gorges et deux baguettes, et des formerets monotoriques. Les nervures retombent sur des tailloirs à angle abattu dans chaque angle du chœur, qui reposent sur les chapiteaux de crochets de grêles colonnettes appareillées. Cette voûte appartient à la période gothique rayonnante. Le chevet est éclairé par un triplet qui occupe toute sa largeur, et qui est tout à fait inhabituel du fait que sa baie centrale est très nettement plus large et plus haute que les deux autres, et pourvue d'un remplage. Il se compose de deux lancettes, surmontées d'un oculus dans lequel s'inscrit un quadrilobe, formé par un cercle et quatre lobes correspondant aux trois quarts d'un cercle. Tous les écoinçons sont ajourés. Les lancettes sont précédés par un tore portant des chapiteaux au niveau des impostes, et un tore précède également le pourtour de l'oculus. Cette fenêtre est également de style rayonnant, et justifie la datation de la fin du XIIIe ou du début du XIVe siècle, que Bernard Duhamel propose pour le chœur.
Les chapelles latérales du chœur ne présentent aucune différence notable avec les bas-côtés de la nef et les croisillons. Les fenêtres latérales ont été bouchées. L'on voit de l'extérieur qu'elles étaient identiques aux fenêtres de la première travée des bas-côtés. De l'extérieur, l'on voit également que de grands oculi, entourés d'un bandeau, éclairaient à une certaine époque les deux chapelles. Elles ont été remplacés par des oculi plus petits, qui possèdent un remplage analogue au quadrilobe de la baie centrale du chevet. Le pourtour des oculi est entouré d'un cordon d'oves, telles qu'on peut les observer sur les chapiteaux composites à la fin des grandes arcades de la nef. Ainsi modifiées, les deux chapelles sont devenues très sombres. Il se pose la question comment s'explique la présence d'un élément décoratif de la Renaissance autour d'oculi appartenant vraisemblablement à la période rayonnante tardive. Pas plus qu'à la fin de la nef, il n'y a autour pas de traces d'autres travaux entrepris à la Renaissance.

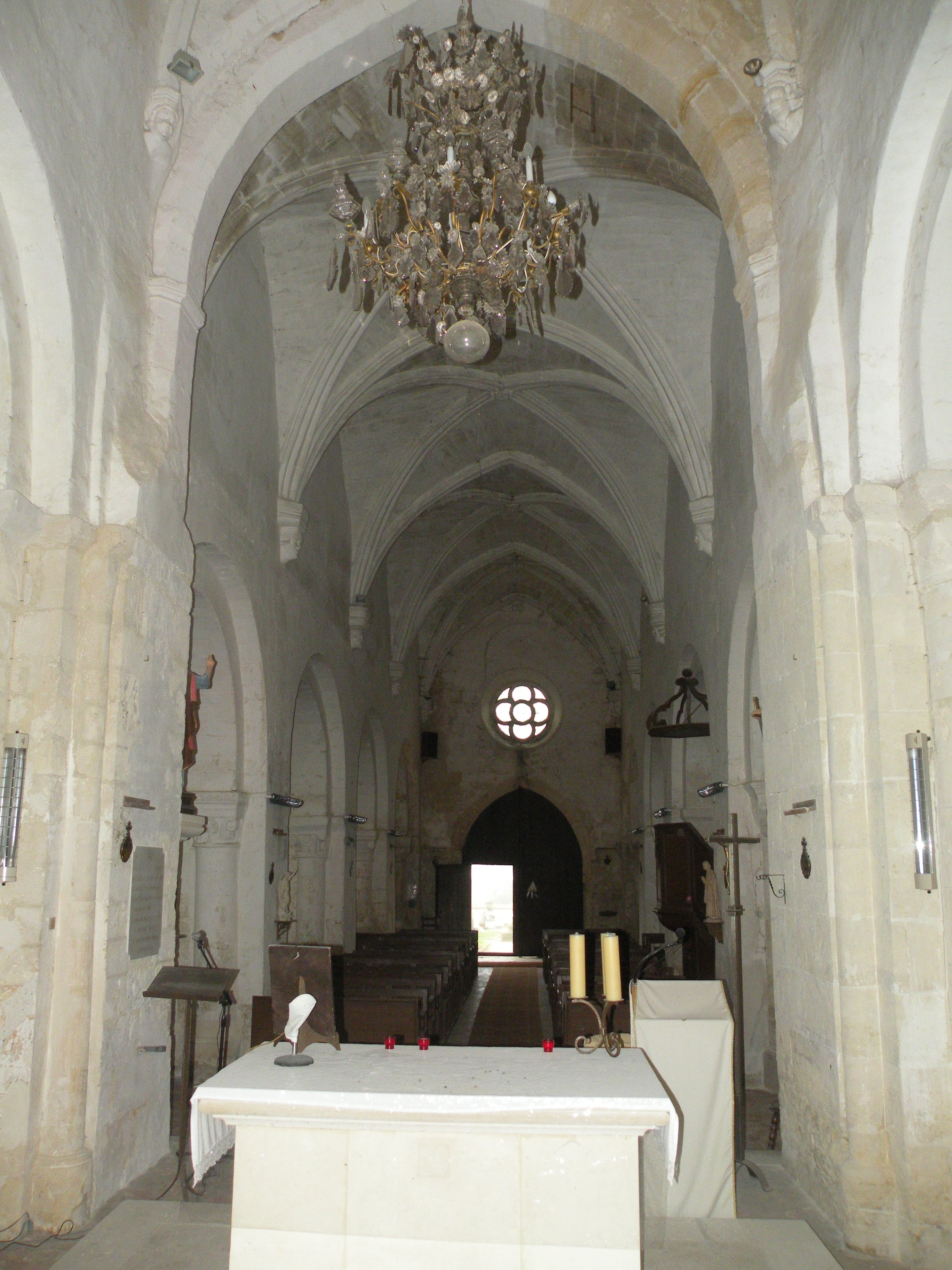
Chœur, vue vers l'ouest.
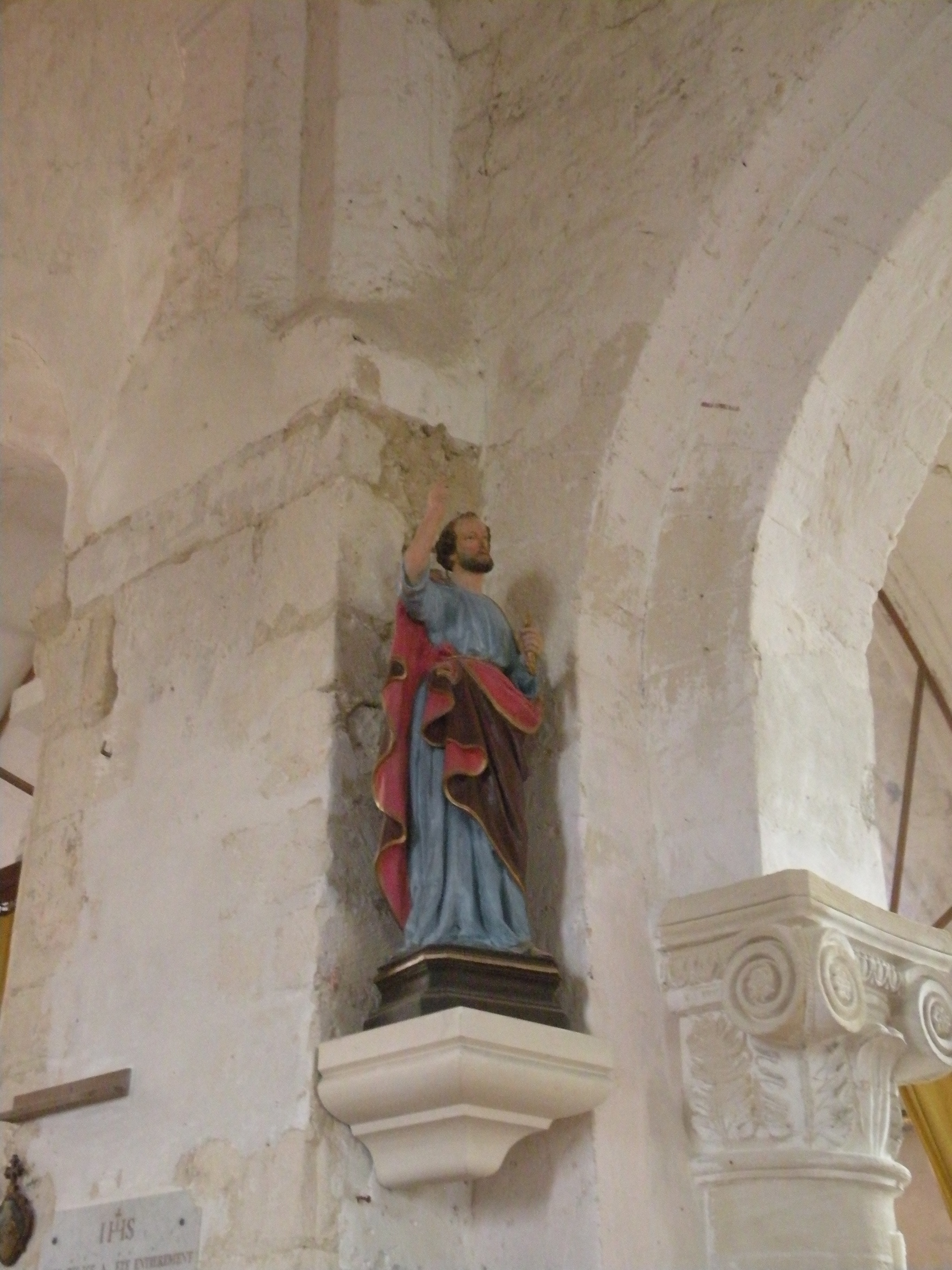
Croisée, doubleau ouest, pilastre côté sud.
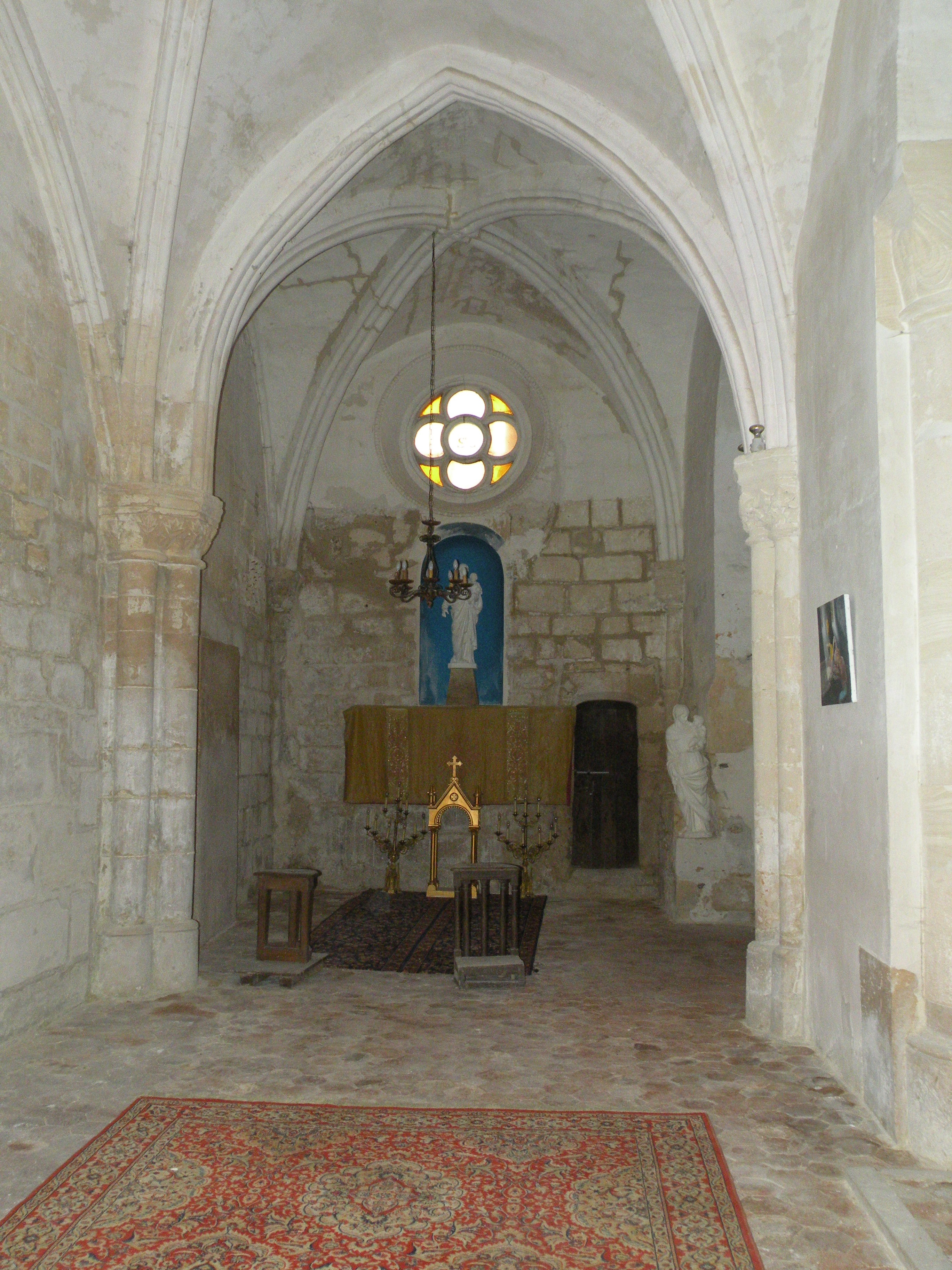
Croisillon nord, vue vers l'est.
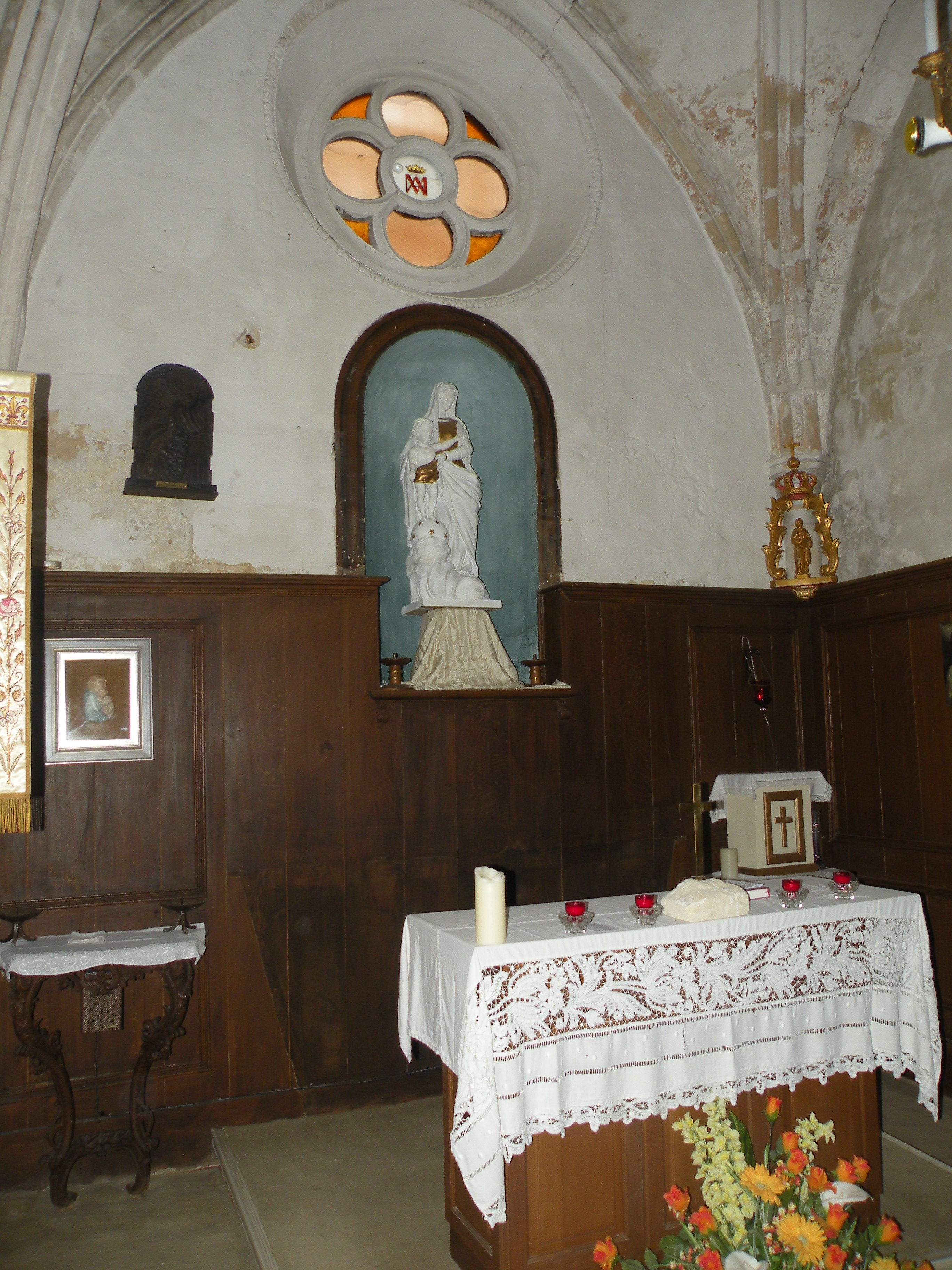
Chapelle latérale sud, chevet.

### Extérieur

#### Façade occidentale de la nef

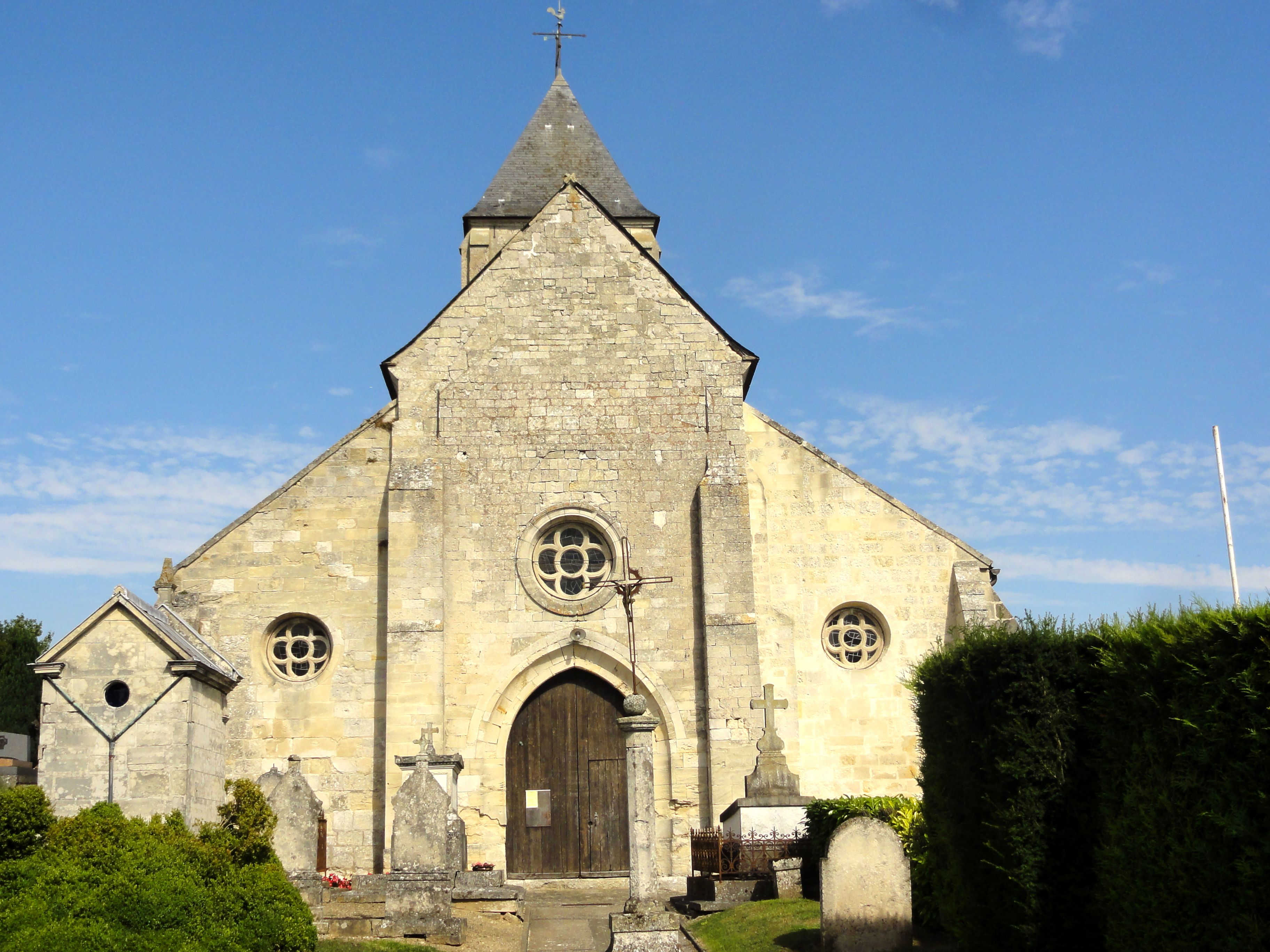
Façade occidentale.

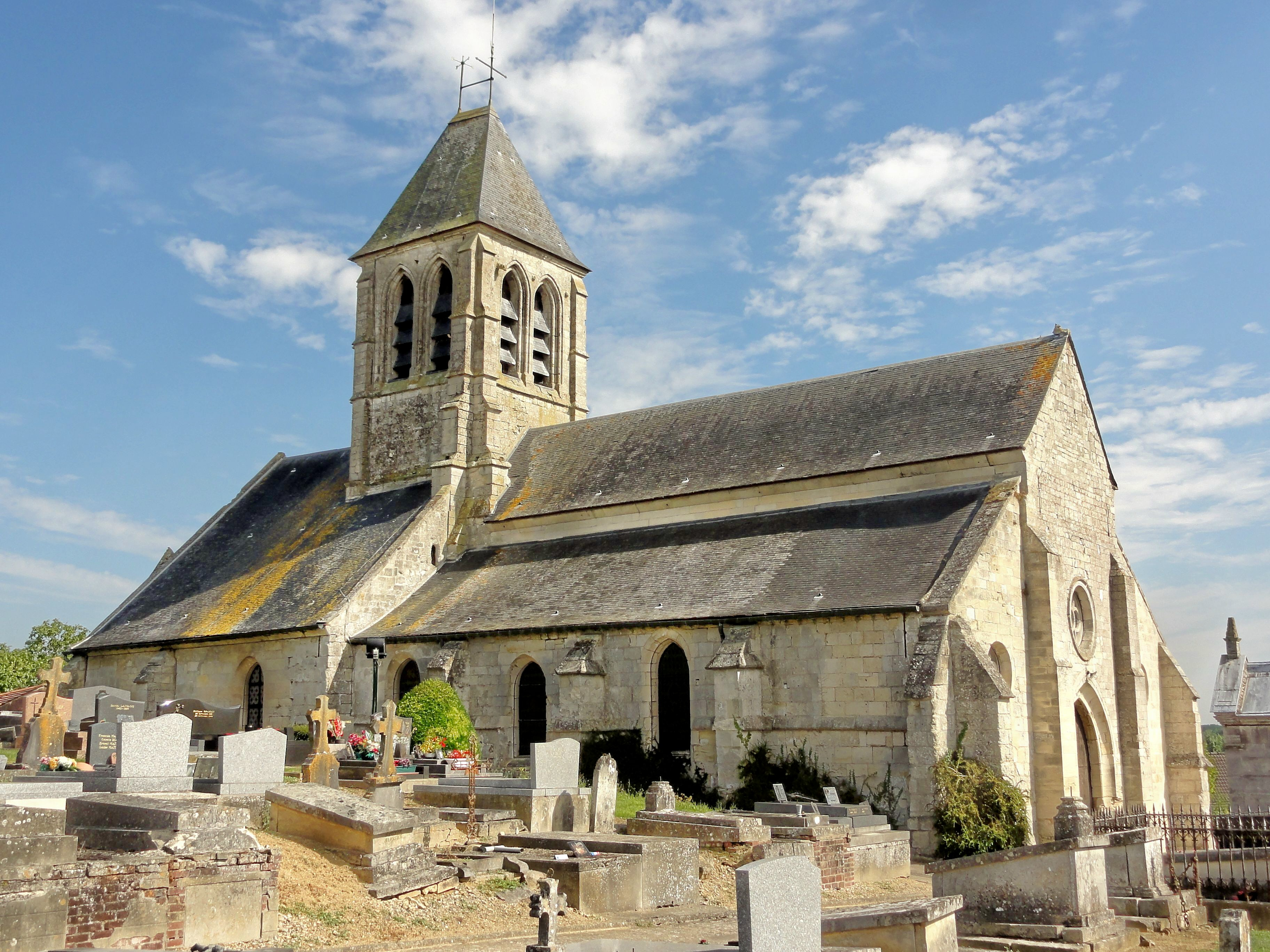
Vue depuis le nord.

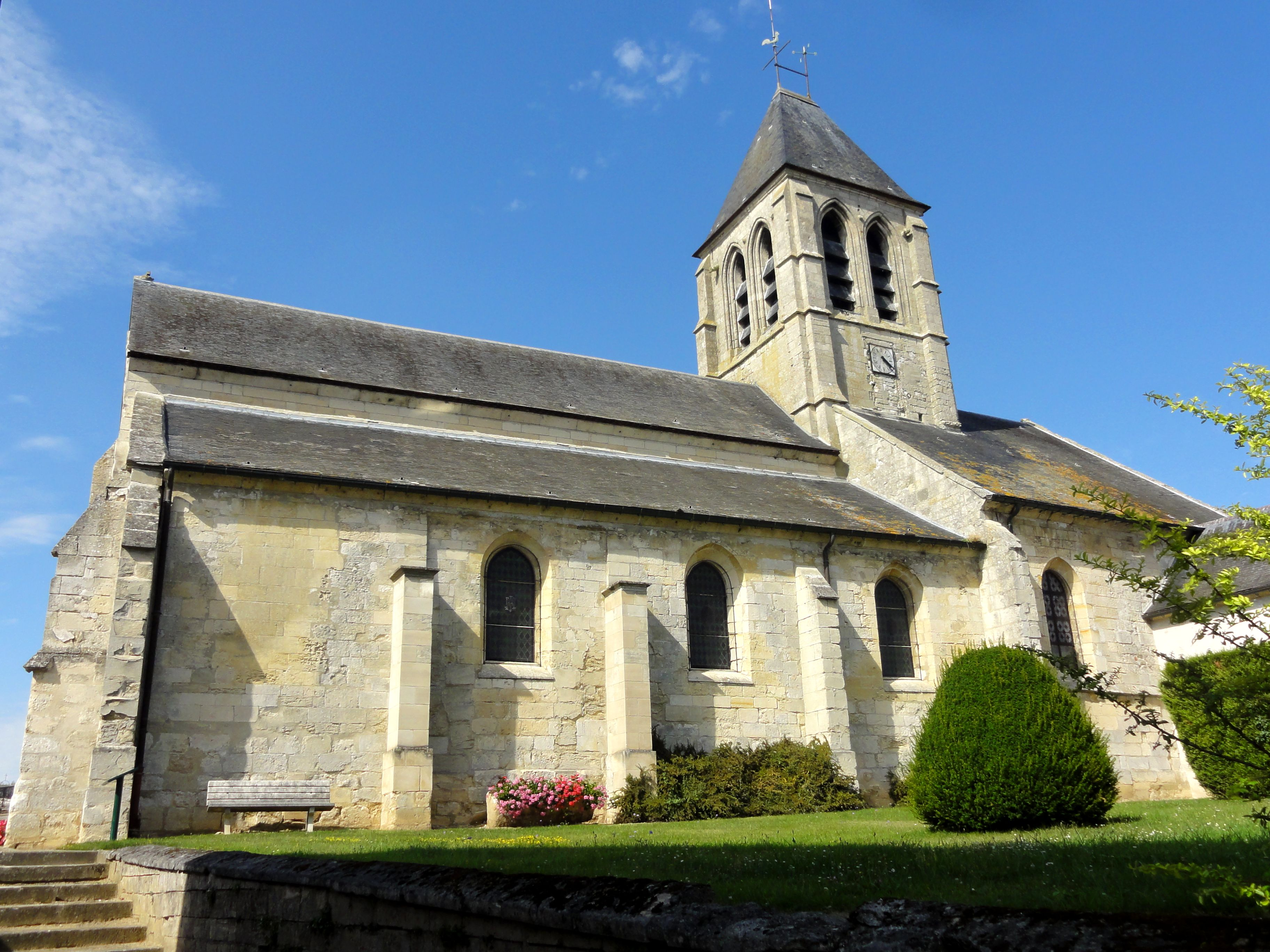
Vue depuis le sud.

Les élévations extérieures sont d'une facture rustique et manquent de caractère. Seulement le clocher et le chevet du vaisseau central font preuve d'une certaine recherche stylistique. Cependant, l'église est presque entièrement bâtie en pierre de taille, sauf les parties romanes de la façade (et certainement les murs de la nef cachés par les combles), qui sont en pierre de moyen appareil, avec des assises de différente hauteur, et des joints minces. La façade occidentale de la nef est épaulée par deux larges contreforts plats, qui se retraitent une fois par un court glacis, et s'amortissent par un glacis un peu plus long, bien avant le sommet des murs gouttereaux. Le portail est en tiers-point, sans linteau ni tympan, et entouré de trois rangs de claveaux, dont le rang médian est mouluré d'une gorge. Une modénature continue entre archivolte et jambages est caractéristique du style flamboyant, mais le profil très sommaire reflète une certaine maladresse, qui semble trahir une réfection tardive, peut-être seulement au XIXe siècle. Au-dessus du portail, l'on a tenté de faire disparaître toute trace de l'ancienne fenêtre en arc brisé, que l'on a remplacé par l'oculus actuel. Si son remplage imite l'oculus supérieur de la baie d'axe du chevet, qui remonte à la période rayonnante, la modénature émoussée indique la Renaissance, tout comme par ailleurs le rang d'oves qui entoure les oculi analogues au chevet des chapelles latérales du chœur, à l'intérieur du bâtiment. S'ajoutent à cela les curieux chapiteaux composites à la fin des grandes arcades de la nef. Ces éléments ainsi que le portail sont susceptibles de provenir de la même campagne de travaux, qui ferait donc appel à au moins deux pastiches (la forme de l'archivolte du portail et le dessin du remplage des oculi), ce qui indique souvent des restaurations du XIXe siècle. Le pignon a été exhaussé à deux reprises.

#### Bas-côtés et élévations latérales
Sur les murs occidentaux des bas-côtés, les traces des anciennes lancettes ne se devinent presque plus. Les contreforts latéraux de la nef sont engagés dans ces murs. Les contreforts occidentaux des bas-côtés sont assez saillants. Ils sont scandés par un larmier présent sur les trois faces, et s'achèvent par un long glacis formant larmier. Ces contreforts devraient remonter à la même campagne de construction que les voûtes et supports des bas-côtés, et les lancettes bouchées, soit au début du XIIIe siècle. Le premier contrefort latéral de chacun des bas-côtés est analogue, mais ne dispose pas du larmier intermédiaire. Ensuite, les élévations latérales des deux bas-côtés sont différentes. Au sud, les deux premiers contreforts intermédiaires ont été refaits à l'époque moderne, et sont recouverts d'une tablette moulurée, et le troisième est semblable au premier contrefort latéral, mais son glacis est moins pentu. Le croisillon possède un contrefort analogue ; ensuite, la sacristie empêche de voir la configuration de la chapelle latérale sud du chœur. Les fenêtres sont ébrasées, mais sans décoration, et il n'y a pas de corniche. Au nord, le mur est scandé par un larmier à mi-hauteur, qui fait le tour des contreforts, et ne correspond pas à la limite des allèges. Les deux premiers contreforts intermédiaires s'amortissent par un larmier présent sur les trois faces, ainsi que par un glacis. Le troisième contrefort intermédiaire se termine par un glacis formant larmier. Les trois fenêtres actuelles sont de dimensions comparables, mais non identiques, et elles ne sont pas alignées sur un même niveau. Les contreforts et le larmier ne correspondent pas aux contreforts d'angle des bas-côtés, et trahissent certainement une première réfection dès la période gothique. Celle-ci a également dû concerner le croisillon nord et la chapelle latérale nord du chœur, où l'on trouve le même larmier à mi-hauteur des murs, et à l'angle de la chapelle, un contrefort identique aux deux premiers contreforts intermédiaires du bas-côté. Le croisillon n'a pas de contrefort vers le bas-côté, tandis que le contrefort à l'intersection entre croisillon et chapelle ressemble au dernier contrefort intermédiaire du bas-côté.

#### Chevet

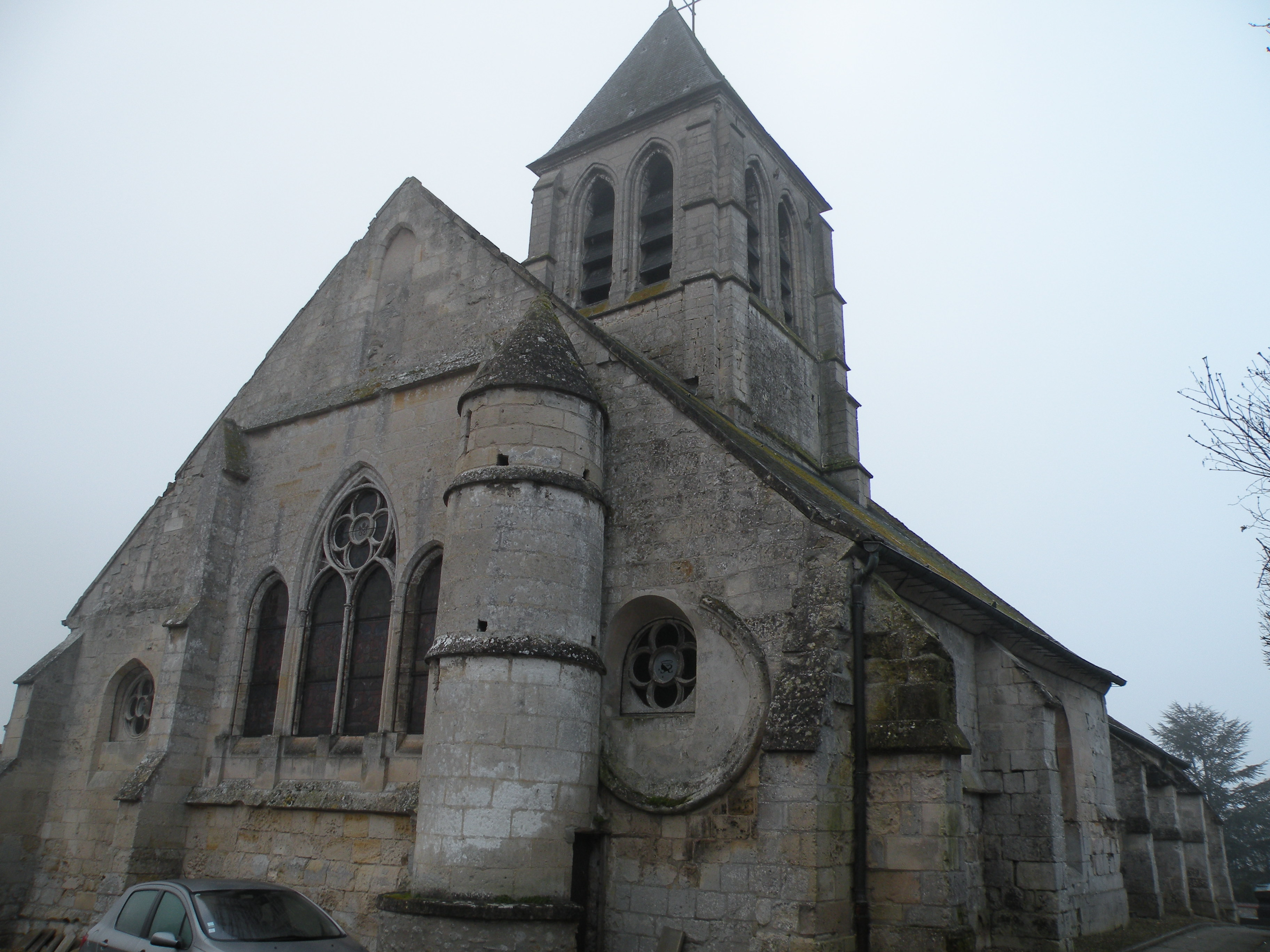
Chevet.

Le chevet n'est pas davantage homogène que les autres élévations. Comme déjà signalé, les murs des bas-côtés sont ajourés d'oculi modernes. Tous les deux ont des jambages droits, comme s'il s'agissait de basses fenêtres en plein cintre. L'oculus de droite (au nord) s'inscrit dans un oculus bouché nettement plus grand, qui était entouré d'un bandeau mouluré. L'oculus de gauche s'inscrit dans une courte lancette en arc brisé, qui a peut-être à son tour remplacé un grand oculus. Le contrefort de droite est identique aux premiers contreforts latéraux des bas-côtés, près de la façade, et remonte donc seul à l'époque de construction, soit au premier quart du XIIIe siècle. Une tourelle d'escalier ronde, scandé par deux niveaux de larmiers et coiffé d'un toit de pierre de forme conique, s'élève à l'intersection entre chapelle latérale nord et chœur. Le triplet déjà décrit s'ouvre au-dessus d'un larmier, et un autre larmier marque la limite du pignon. La décoration du triplet est la même qu'à l'intérieur de l'église. Cependant, les deux assises immédiatement en dessous ont été refaites, et la mouluration est restée inachevée, à moins qu'il était prévu de remplacer le triplet par une fenêtre sans caractère, sous la même campagne de restauration qui donna les oculi, le portail occidental, et les chapiteaux composites. À gauche du triplet, à l'intersection avec la chapelle latérale sud, le contrefort du vaisseau central se retraite deux fois par un glacis formant larmier, et est couronné d'un court chaperon en bâtière. Le contrefort oriental de la chapelle latérale sud est de la même facture, mais sans chaperon ; les deux devraient être contemporains du triplet, et dater de la fin du XIIIe ou du début du XIVe siècle. La diversité des contreforts, qui comportent trois types différents de la période gothique avec des variations, montre bien qu'il est une erreur de prétendre que le chœur, les chapelles latérales, les croisillons et les bas-côtés auraient été édifiés à la même période.

#### Clocher

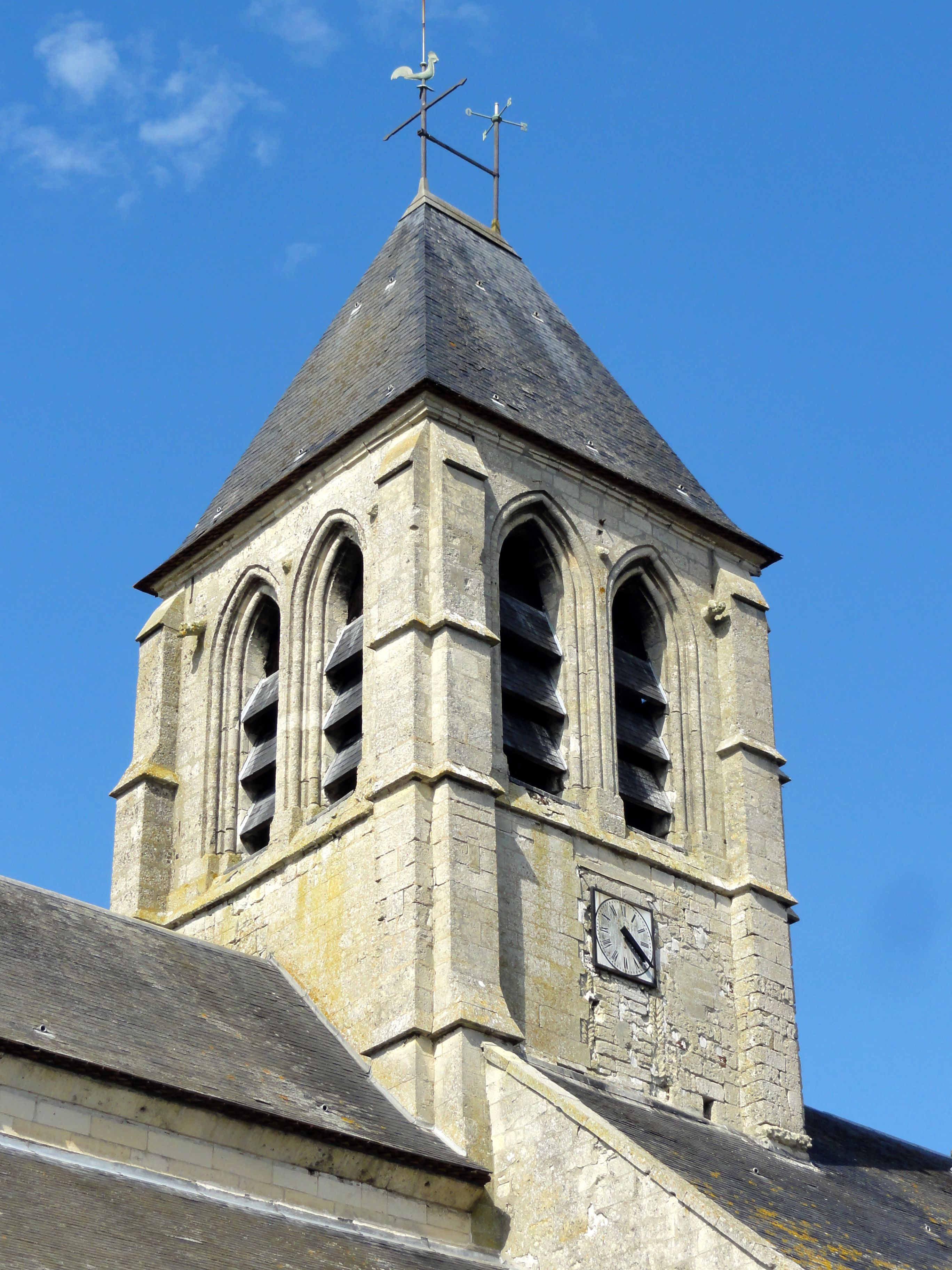
Clocher, vue depuis le sud-ouest.

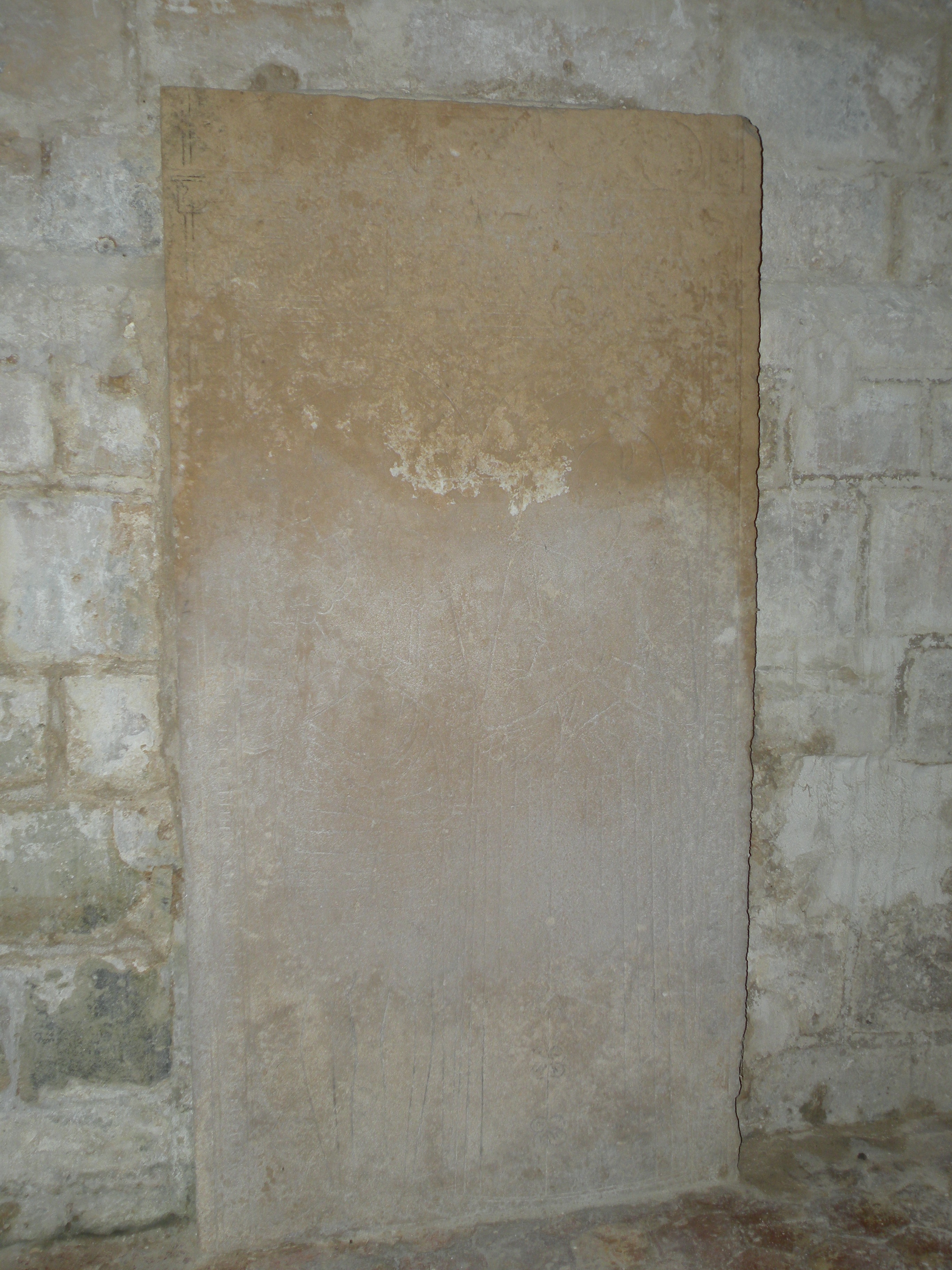
Dalle funéraire de Jehan Testu et de Geneviève Le Sueur, morte en 1613.

Le clocher se compose de sa base, déjà décrite et non visible depuis l'extérieur ; d'un étage intermédiaire aveugle ; de l'étage de beffroi ; et d'un toit à la hache couverte d'ardoise. L'étage intermédiaire est délimité vers le haut et vers le bas par un larmier, qui rappelle l'élévation nord. Sur la face méridionale, une paire de baies bouchées demeure bien visible. Elles sont nettement désaxées vers la droite, ce qui donne à penser qu'il y avait primitivement une troisième baie à gauche. Les baies sont en plein cintre, et s'ouvraient entre des colonnettes torsadées comme à Condécourt (certaines baies), Omerville et Saint-Vaast-de-Longmont, tandis que les archivoltes n'étaient apparemment pas décorées. En plus, des têtes grimaçantes subsistent sur le contrefort de droite, au niveau habituel du larmier. Ces vestiges devraient dater de la même époque que les grandes arcades de la nef.
Quant au clocher reconstruit au XVIe siècle sans style bien définissable, il est ajouré, sur chaque face, de deux baies abat-son gémelées par face, de forme ogivale et entourées de tores. Chaque angle du clocher est flanqué de deux contreforts plats, qui, en plus des larmiers déjà signalés, sont scandés par un larmier à mi-hauteur de l'étage de beffroi, et s'achèvent par un glacis formant larmier. L'angle nord-ouest forme exception, car les contreforts y sont nettement plus saillants jusqu'en haut de l'étage intermédiaire, et rappellent également le bas-côté nord. L'étage de beffroi est ajouré, sur chaque face, de deux baies en tiers-point gémelées, qui sont entourées d'un double tore. Trois têtes ou chimères faisaient saillie sur chaque face ; la plupart sont devenues complètement méconnaissables. Pas plus qu'à l'intérieur, le style gothique flamboyant ne s'exprime pas directement. Seulement l'absence de chapiteaux sur les tores pourrait être imputable à l'influence flamboyante.

## Mobilier
L'église Saint-Pierre-Saint-Paul renferme quelques éléments de mobilier classés monuments historiques au titre objet depuis 1938 :
- Un lustre en bronze doré du XVIIIe siècle[6] ;
- Deux consoles ou crédences en bois taillé et en marbre de la première moitié du XVIIIe siècle[7], au chevet de la chapelle latérale sud ;
- La plaque commémorative de la consécration de l'église en date du 23 septembre 1518[8] ;
- La dalle funéraire à effigies gravées de Jehan Testu et de Geneviève Le Sueur, sa femme, morte en 1613. La dalle mesure 215 cm de hauteur pour 110 cm de largeur, et a été redressée contre un mur. Elle est très usée et difficilement lisible[9].

Un fauteuil style Louis XVI, remarquable travail d'ébénisterie du XVIIIe siècle, a été volé en 1964. Plusieurs autres plaques funéraires de la famille Le Testu, seigneurs d'Arronville jusqu'à la Révolution, sont également visibles dans l'église.